# Lugano
Lugano (in dialetto ticinese e comasco Lügán [lyˈɡaŋ]; in tedesco Lauis o Lowertz [desueto]; in romancio Ligiaun) è un comune svizzero di 68 507 abitanti del Canton Ticino.

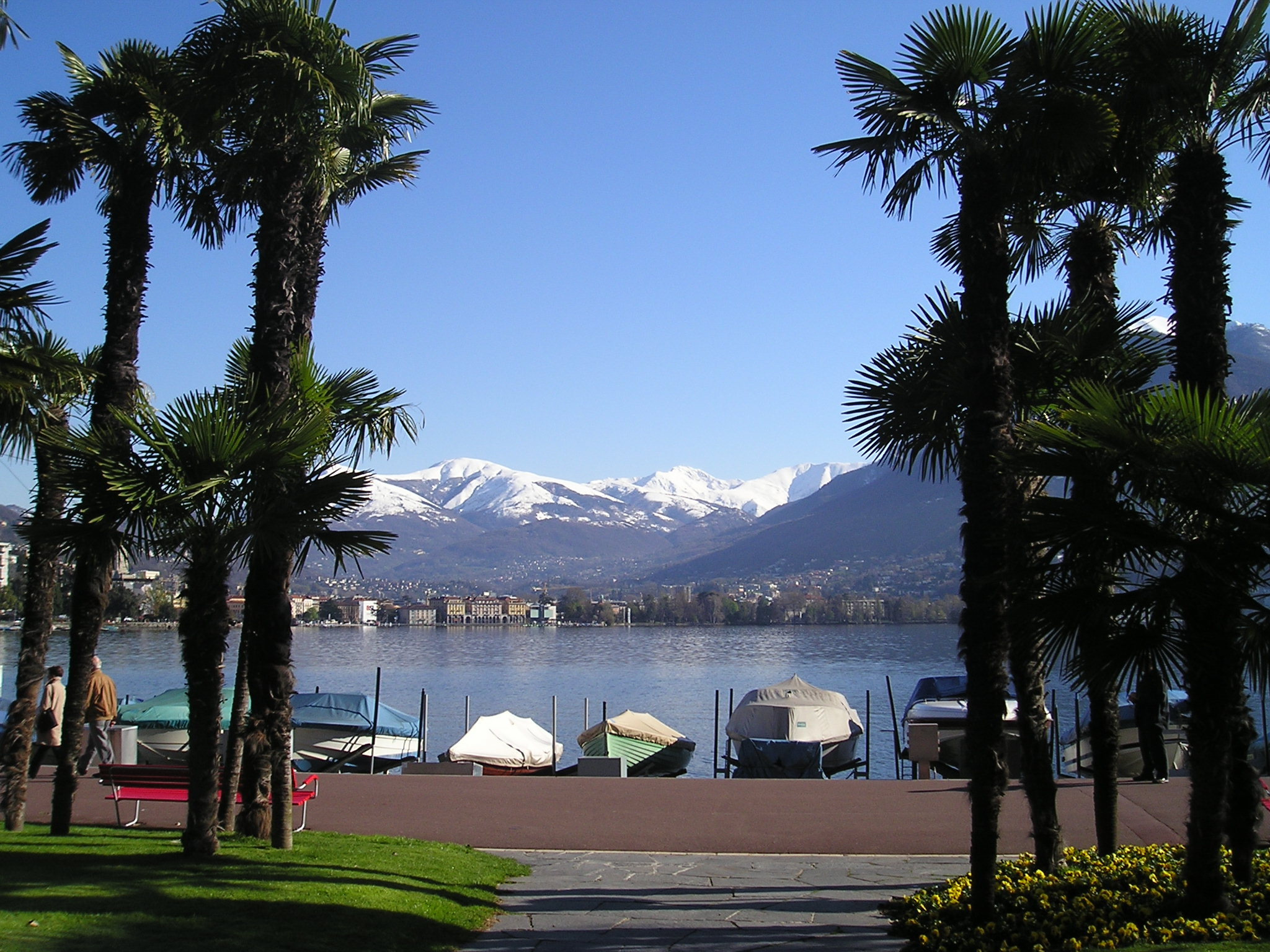
Palmizi sul lungolago di Paradiso

Nona città svizzera per popolazione, principale centro urbano cantonale e della Svizzera italiana con 151 522 abitanti nel suo hinterland, si estende dalle pendici del San Salvatore al Monte Brè fino all'alta Val Colla; su circa 75,8 km² di superficie a un'altitudine che varia dai 272 m s.l.m. sulla riva del lago di Lugano, ai 2 116 della cima del Gazzirola. Località turistica molto frequentata, Lugano si è inoltre affermata mondialmente come piazza bancaria internazionale di primo piano, al terzo posto in Svizzera per volume d'affari dopo Zurigo e Ginevra.
È la più popolosa città italofona al di fuori dell'Italia.

## Geografia fisica

### Territorio
Lugano si sviluppa a nord dell'omonimo lago ed è situata sul 46º parallelo nord. Si trova ai piedi delle Prealpi Luganesi.

### Clima
Lugano è caratterizzata da un clima continentale influenzato dalle correnti alpine, con un tempo molto variabile a seconda della stagione. Gli inverni sono rigidi ma mitigati dal lago nei quartieri della pianura, mentre le estati presentano periodi di caldo secco e altri di afa.
L'autunno a Lugano può essere molto variabile: normalmente nei primi giorni di settembre correnti più fredde e umide irrompono nella vallata, portando a un abbassamento marcato delle temperature e all'arrivo di periodi di pioggia prolungati. Le temperature cominceranno man mano a scendere; non mancano comunque giornate tiepide in settembre e talvolta in ottobre. Le prime gelate si registrano mediamente in novembre, o occasionalmente in ottobre, i primi fiocchi di neve cadono in pianura verso fine novembre, o anche dopo.
La temperatura maggiore mai registrata a Lugano è 37 °C, mentre la minore corrisponde a −20,8 °C, registrati nel febbraio 1994 in zona Viganello. La temperatura è molto diversa nelle varie zone: nel centro e nei quartieri in pianura le temperature minime sono più miti, mentre nelle zone dell'alta Val Colla le temperature possono attestarsi anche a parecchi gradi sotto zero.
Le nevicate sono possibili da novembre ad aprile e si conta quasi sempre almeno una nevicata l'anno. La primavera è tiepida e ventosa, nel mese di maggio è molto sentita la presenza del favonio che soffia con raffiche che possono superare in certi casi i 120 km/h. Durante l'arco dell'anno si contano mediamente 28 giorni di gelo. I giorni di ghiaccio sono possibili durante l'inverno ma non così frequenti. Secondo la classificazione dei climi di Köppen Lugano corrisponde a Cfb, quindi a climi temperati, miti e umidi.
Negli ultimi anni la città ha subito pesantemente gli effetti del riscaldamento globale facendo scendere drasticamente i giorni di gelo e di ghiaccio, nonostante ciò nella città e nella periferia durante periodi freddi le temperature possono precipitare di parecchi gradi sotto lo zero. Gli ultimi episodi di freddo intenso si contano nel febbraio 1994 dove la temperatura nella piana cittadina precipitò fino a −20 °C, il 2001 portò una bufera di neve che investì in pieno la zona con forti nevicate e temperature attestate decisamente sotto lo zero, nel febbraio 2012 durante un periodo di freddo intenso la temperatura precipitò oltre dieci gradi sotto zero alle rive del lago e intorno ai −18 °C nelle zone collinari e della periferia, nel gennaio 2017 una forte incursione fredda portò il fiume Cassarate a gelare quasi completamente e il fiume Vedeggio completamente, portando lastre di ghiaccio nello stesso lago di Lugano, lo stesso accadde nel febbraio e marzo 2018, dove la foce del fiume ghiacciò completamente dopo che le temperature precipitarono oltre −10 °C.
| Lugano                           | Mesi | Mesi | Mesi | Mesi | Mesi | Mesi | Mesi | Mesi | Mesi | Mesi | Mesi | Mesi | Stagioni | Stagioni | Stagioni | Stagioni | Anno  |
| Lugano                           | Gen  | Feb  | Mar  | Apr  | Mag  | Giu  | Lug  | Ago  | Set  | Ott  | Nov  | Dic  | Inv      | Pri      | Est      | Aut      | Anno  |
| -------------------------------- | ---- | ---- | ---- | ---- | ---- | ---- | ---- | ---- | ---- | ---- | ---- | ---- | -------- | -------- | -------- | -------- | ----- |
| T. max. media (°C)               | 5,6  | 7,4  | 12,3 | 15,5 | 19,9 | 24,0 | 26,5 | 25,8 | 21,0 | 16,1 | 10,9 | 7,4  | 6,8      | 15,9     | 25,4     | 16,0     | 16,0  |
| T. min. media (°C)               | −0,8 | 0,3  | 3,6  | 7,4  | 11,7 | 14,4 | 16,1 | 15,7 | 13,1 | 9,1  | 3,7  | 0,5  | 0,0      | 7,6      | 15,4     | 8,6      | 7,9   |
| Giorni di calura (Tmax ≥ 30 °C)  | 0    | 0    | 0    | 0    | 0,1  | 1,7  | 3,8  | 2,4  | 0,1  | 0,0  | 0,0  | 0,0  | 0,0      | 0,1      | 7,9      | 0,1      | 8,1   |
| Giorni di gelo (Tmin ≤ 0 °C)     | 16,4 | 10,8 | 4,1  | 1,5  | 0,0  | 0,0  | 0,0  | 0,0  | 0,0  | 0,0  | 2,5  | 10,6 | 37,8     | 5,6      | 0,0      | 2,5      | 45,9  |
| Giorni di ghiaccio (Tmax ≤ 0 °C) | 1,7  | 0,9  | 0,0  | 0,0  | 0,0  | 0,0  | 0,0  | 0,0  | 0,0  | 0,0  | 0,2  | 0,9  | 3,5      | 0,0      | 0,0      | 0,2      | 3,7   |
| Precipitazioni (mm)              | 66   | 52   | 80   | 156  | 196  | 164  | 153  | 158  | 185  | 142  | 127  | 80   | 198      | 432      | 475      | 454      | 1 559 |
| Giorni di pioggia                | 4,8  | 4,6  | 6,1  | 10,6 | 12,8 | 10,0 | 7,9  | 9,6  | 8,4  | 9,1  | 7,8  | 6,4  | 15,8     | 29,5     | 27,5     | 25,3     | 98,1  |
| Nevicate (cm)                    | 12,7 | 3,5  | 0,5  | 0,0  | 0,0  | 0,0  | 0,0  | 0,0  | 0,0  | 0,0  | 0,6  | 8,8  | 25,0     | 0,5      | 0,0      | 0,6      | 26,1  |
| Giorni di neve                   | 2,0  | 1,5  | 0,4  | 0,0  | 0,0  | 0,0  | 0,0  | 0,0  | 0,0  | 0,0  | 0,2  | 1,3  | 4,8      | 0,4      | 0,0      | 0,2      | 5,4   |
| Giorni con manto nevoso ≥ 1 cm   | 4,3  | 3,6  | 0,4  | 0,0  | 0,0  | 0,0  | 0,0  | 0,0  | 0,0  | 0,0  | 0,2  | 1,3  | 9,2      | 0,4      | 0,0      | 0,2      | 9,8   |
| Umidità relativa media (%)       | 70   | 65   | 61   | 66   | 70   | 68   | 66   | 69   | 73   | 78   | 72   | 70   | 68,3     | 65,7     | 67,7     | 74,3     | 69    |
| Ore di soleggiamento mensili     | 115  | 134  | 186  | 171  | 187  | 218  | 255  | 241  | 187  | 140  | 104  | 108  | 357      | 544      | 714      | 431      | 2 046 |

## Origini del nome
Sull'origine del toponimo Lugano vi sono diverse teorie:
1. dall'unione dei due termini celtici Lug (una divinità) e lanon (santuario, terra o piano) [senza fonte]
2. dal latino lucus, bosco sacro, selva[11]
3. dall'acronimo della "Legio V (quinta) Gaunica Auxiliares", una legione ausiliaria dell'Impero romano, da cui sarebbe derivato poi anche lo stemma della città, tuttavia la ricerca filologica più aggiornata la ritiene cervellotica e destituita di ogni fondamento [senza fonte]
4. dal latino medioevale Lakvannus, ovvero abitanti sul lago.[12]

## Storia

### Primi insediamenti e i Romani
Le sponde del lago di Lugano sono state abitate sin dall'età della pietra. Entro i confini della città moderna (Breganzona, Castagnola, Davesco e Gandria) sono state rinvenute numerose macine. Nella zona di Lugano sono stati rinvenuti reperti dell'età del rame e dell'età del ferro. Ci sono monumenti etruschi a Davesco-Soragno (dal V al II secolo a.C.), Pregassona e Viganello (dal III al II secolo a.C.). Tombe con gioielli e oggetti per la casa sono state trovate ad Aldesago, Davesco, Pazzallo e Pregassona insieme a denaro celtico a Viganello.
La regione intorno al lago di Lugano fu colonizzata dai Romani nel I secolo a.C. C'era un'importante città romana a nord di Lugano, a Bioggio. Ci sono meno tracce dei Romani a Lugano, ma diverse iscrizioni, tombe e monete indicano che alcuni Romani vivevano in quella che sarebbe diventata Lugano. In epoca romana Lugano, il cui nome romano era Luganum, era il terminale della via Varesina, che metteva in comunicazione Milano con Lugano passando da Varese, da cui il nome della strada.

### Le origini ed il Medioevo
Dopo esser stato citato da Gregorio di Tours in uno scritto del 590,  nel 724 il borgo di Lugano viene nominato nella donazione che re Liutprando fece alla Basilica di San Carpoforo di Como. I primi documenti indicanti l'esistenza della città moderna sono datati all'875; altri documenti, risalenti all'804 e all'844, si riferiscono al lago di Lugano come "Laco Luanasco", e un atto del 984 indica Lugano come città di mercato.
Nel Medioevo, per secoli, Lugano come le altre terre di quello che diverrà il Canton Ticino seguirono le vicende delle lotte, tra guelfi e ghibellini, dei vicini Comuni lombardi di Como e Milano, i cui conflitti ebbero spesso come campo di battaglia proprio la regione che costituisce ora la Svizzera italiana, cadendo dal XIII al XIV secolo sotto la dominazione comasca della famiglia Rusca. Del secolo XIV sono i primi Statuti, a noi solo in parte noti, redatti sulla falsariga di quelli di Como del 1335, ci sono invece pervenuti integralmente gli statutari luganesi del 1441, redatti sotto la dominazione milanese, basati su quelli anteriori. Nel 1449, quando il borgo ricadde per breve tempo sotto la signoria di Como, quest'ultima si affrettò tuttavia a imporre nuovamente la propria legislazione.
Tali contese si chiusero con l'avvento del definitivo predominio di Milano, sotto la signoria dei Visconti, nel 1335, dopo il lungo dominio della famiglia Rusca. Allo stesso tempo si rafforza il legame tra il paese e la valle, nel 1405-1406 i documenti attestano l'esistenza di una vallis comunitas Lugani et, un organo di governo indipendente. La nuova comunità comprendeva le parrocchie di Lugano, Agno, Riva San Vitale e Capriasca. Nel 1416 il duca di Milano, Filippo Maria Visconti, conquistò definitivamente la regione di Lugano e la valle della Rusca e ne fece un feudo. La città è stata in grado di assicurarsi la completa indipendenza solo dopo la redazione degli statuti del 1441, pur appartenendo al ducato milanese. Sul finire del secolo la valle di Lugano fu donata dal duca Ludovico il Moro alla moglie Beatrice d'Este.

### Il Rinascimento, la conquista francese e la dominazione confederata

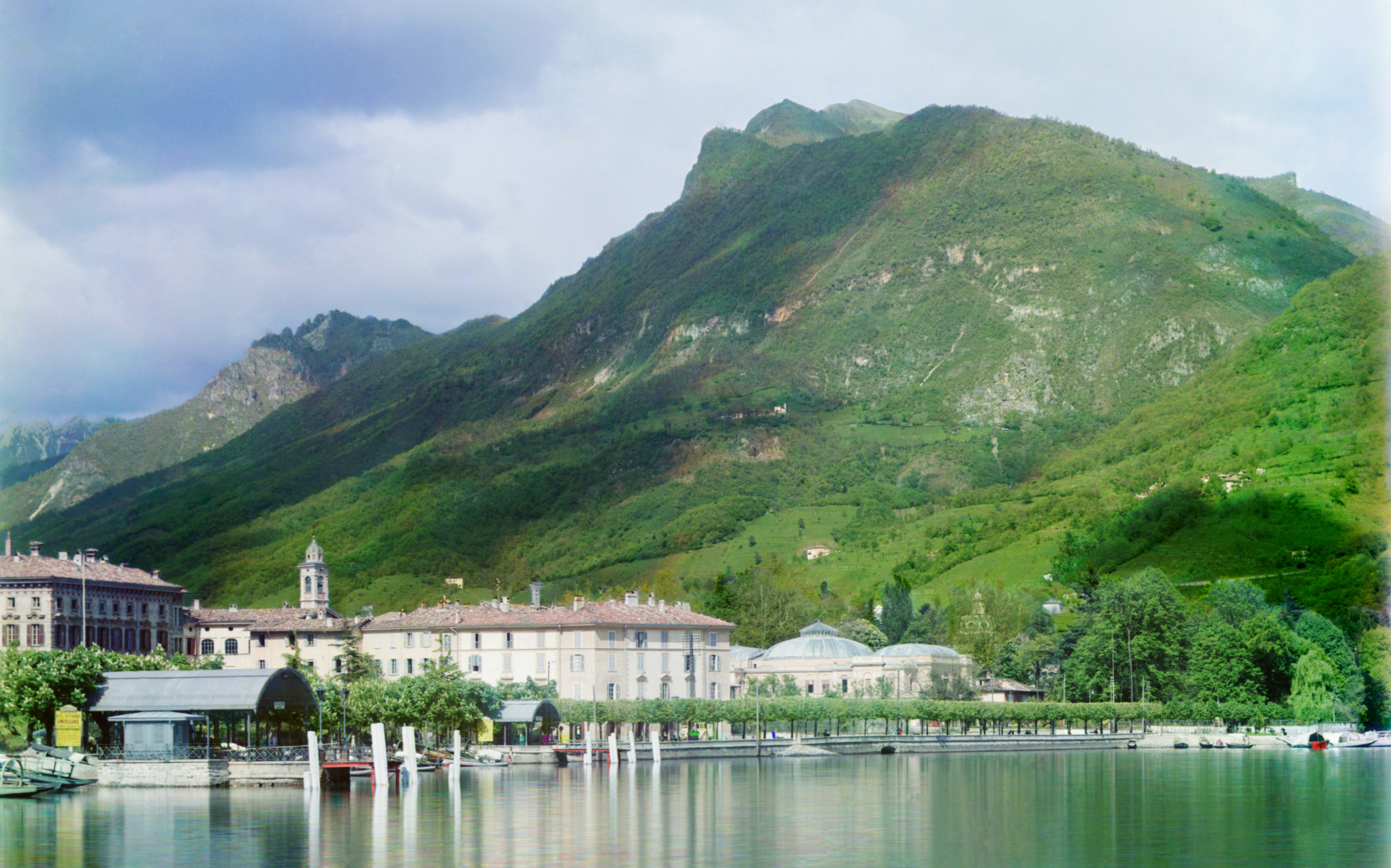
Foto di Lugano circondata dal Monte Brè e il Monte Boglia (1905-1915)

Tra il 1433 e il 1438 il duca di Milano sedeva come feudatario su Lugano, risarcendo la famiglia Rusca con la proprietà di Locarno. Sotto il regno dei suoi eredi nei decenni successivi scoppiarono ribellioni e rivolte, che durarono fino all'invasione francese del 1499, guidata da Mondragon.
La città fu occupata dalla Confederazione elvetica nel 1512, che la strappò ai francesi. Dunque, dopo più di cento anni di dominio da parte delle potenti città lombarde, in concomitanza con la perdita dell'indipendenza del Ducato di Milano e con le invasioni straniere in Italia, s'instaurò il quasi trisecolare governo dei Confederati.
La città era fortificata e dove sono poi sorti il Palacongressi e Villa Ciani si poteva scorgere un castello costruito dai comaschi nel 1286, ricostruito da Ludovico il Moro nel 1498 e consegnato dai francesi ai confederati il 26 gennaio 1513 dopo un assedio durato sei mesi. La costruzione fu definitivamente abbattuta dagli svizzeri (prevalentemente per motivi di costi di manutenzione) dopo la conquista del territorio luganese.
Dal 1516 al 1798 la città di Lugano costituì un baliaggio dei 13 Cantoni dell'allora Confederazione elvetica A mettere fine a questo lungo periodo fu l'invasione napoleonica; per il Ticino fu in particolare significativa  l'entrata di Napoleone Bonaparte in Lombardia nel maggio del 1796 e la creazione della Repubblica Cisalpina.
La mattina del 15 febbraio 1798, infatti, i Cisalpini sbarcarono a Lugano, essi incontrarono però la resistenza dei Volontari del Borgo, una guardia costituita fra la popolazione locale su iniziativa dei rappresentanti dei cantoni sovrani. Seguì una convulsa giornata di scontri, al termine della quale i Cisalpini, malgrado un iniziale successo, furono respinti. Gli elementi più aperti della borghesia luganese approfittarono tuttavia degli eventi per realizzare la sospirata indipendenza della città al motto di "liberi e svizzeri".
A determinare la svolta verso l'adesione alla Repubblica Elvetica piuttosto che alla Repubblica Cisalpina contribuirono sia l'affrancamento dei baliaggi decretata dal Canton Basilea, rapidamente imitato da altri Cantoni, sia la nuova costituzione della Repubblica Elvetica. Quest'ultima, costituendo i due Cantoni di Lugano e Bellinzona, troncò le resistenze degli altri Cantoni confederati, per niente disposti a concedere la libertà ai territori d'oltralpe.
Il periodo della Repubblica Elvetica fu per Lugano, come per il resto del paese, un'epoca di continui rivolgimenti e sommosse popolari, causati principalmente dal malcontento delle popolazioni rurali per la politica del nuovo Stato unitario. Lo stesso Napoleone dovette prenderne atto e con l'Atto di Mediazione del 1803 sancì la nascita del Canton Ticino, unendo il Cantone di Lugano con quello di Bellinzona per fondare una Repubblica formalmente sovrana e indipendente all'interno della riformata Confederazione Svizzera.
Con la caduta di Napoleone nel 1815, il Congresso di Vienna confermò l'indipendenza dei nuovi Cantoni e nacque così la Svizzera dei 22 Cantoni. Per il Canton Ticino la nuova Costituzione - di tendenza restauratrice - risolse in modo salomonico la questione della capitale cantonale con l'alternanza ogni sei anni delle città di Bellinzona, Locarno e Lugano; quest'ultima, quindi, nel XIX secolo funse anche da capitale del Canton Ticino.

### Risorgimento italiano e Lugano

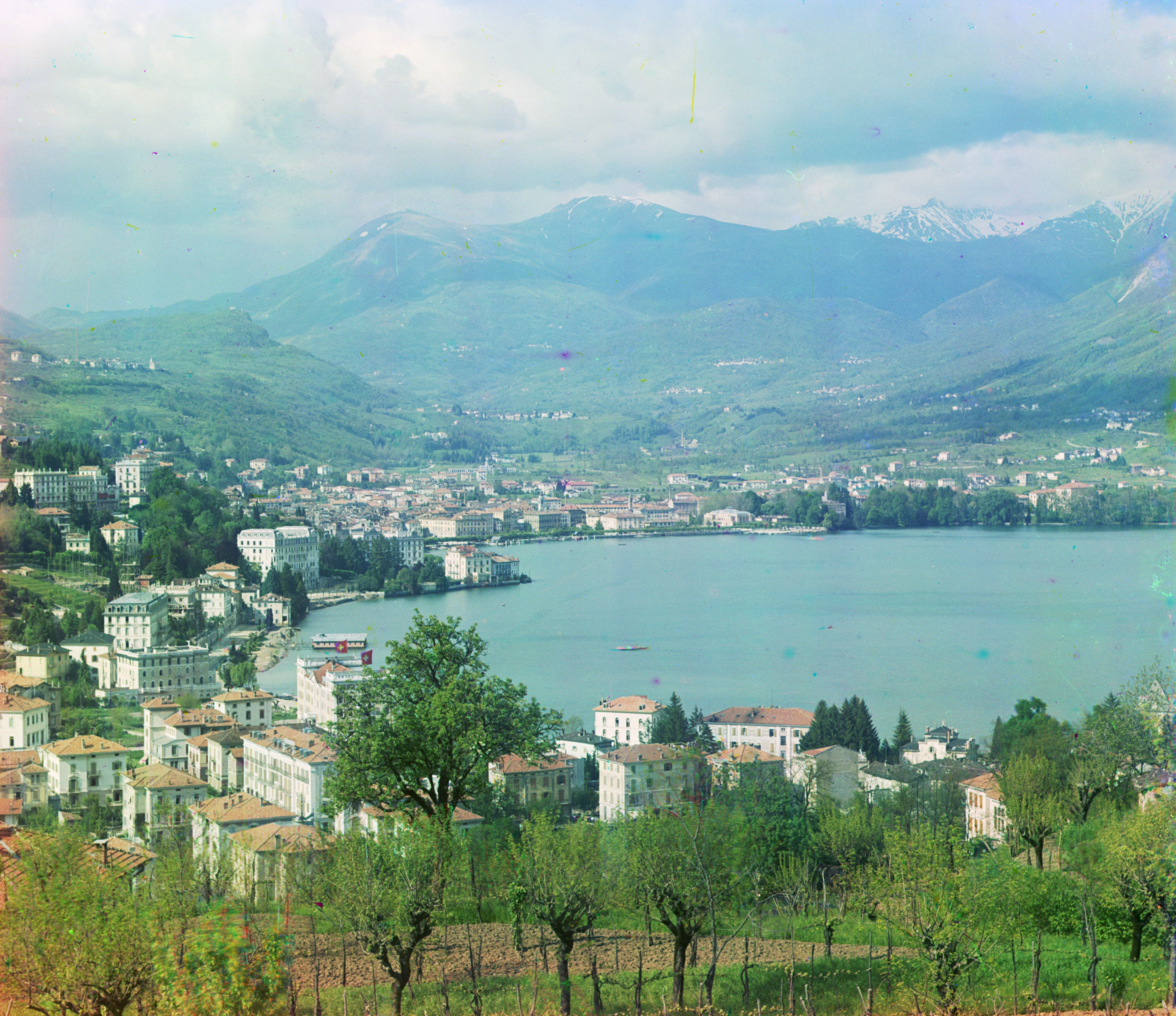
Foto della città nel 1905

Nel XIX secolo Lugano svolse un ruolo rilevante nelle vicende del Risorgimento italiano, in quanto sulle rive del Ceresio hanno trovato rifugio molti e importanti esuli italiani.
Vi ha vissuto Carlo Cattaneo, precisamente nel quartiere di Castagnola, dove si era ritirato dopo il fallimento della rivolta delle Cinque giornate di Milano e qui morì il 16 febbraio 1869. A Villa Tanzina ha soggiornato Giuseppe Mazzini per diversi anni, ospite di Sara Nathan, amica carissima anche del Cattaneo. Qui si era trasferito anche il patriota Abbondio Chialiva dopo aver fatto fortuna nelle Americhe, e qui aveva acquistato la villa, dove ospitava patrioti italiani e intratteneva rapporti con diversi intellettuali. A Lugano aveva riparato anche Maurizio Quadrio che aveva organizzato l'insurrezione della Val d'Intelvi insieme al Mazzini nel 1848. Fu Lodovico Frapolli, patriota italiano rifugiato a Lugano dal 1849 al 1853, che si interessò alla creazione del Liceo cantonale.

### La crescita della "Nuova Lugano"

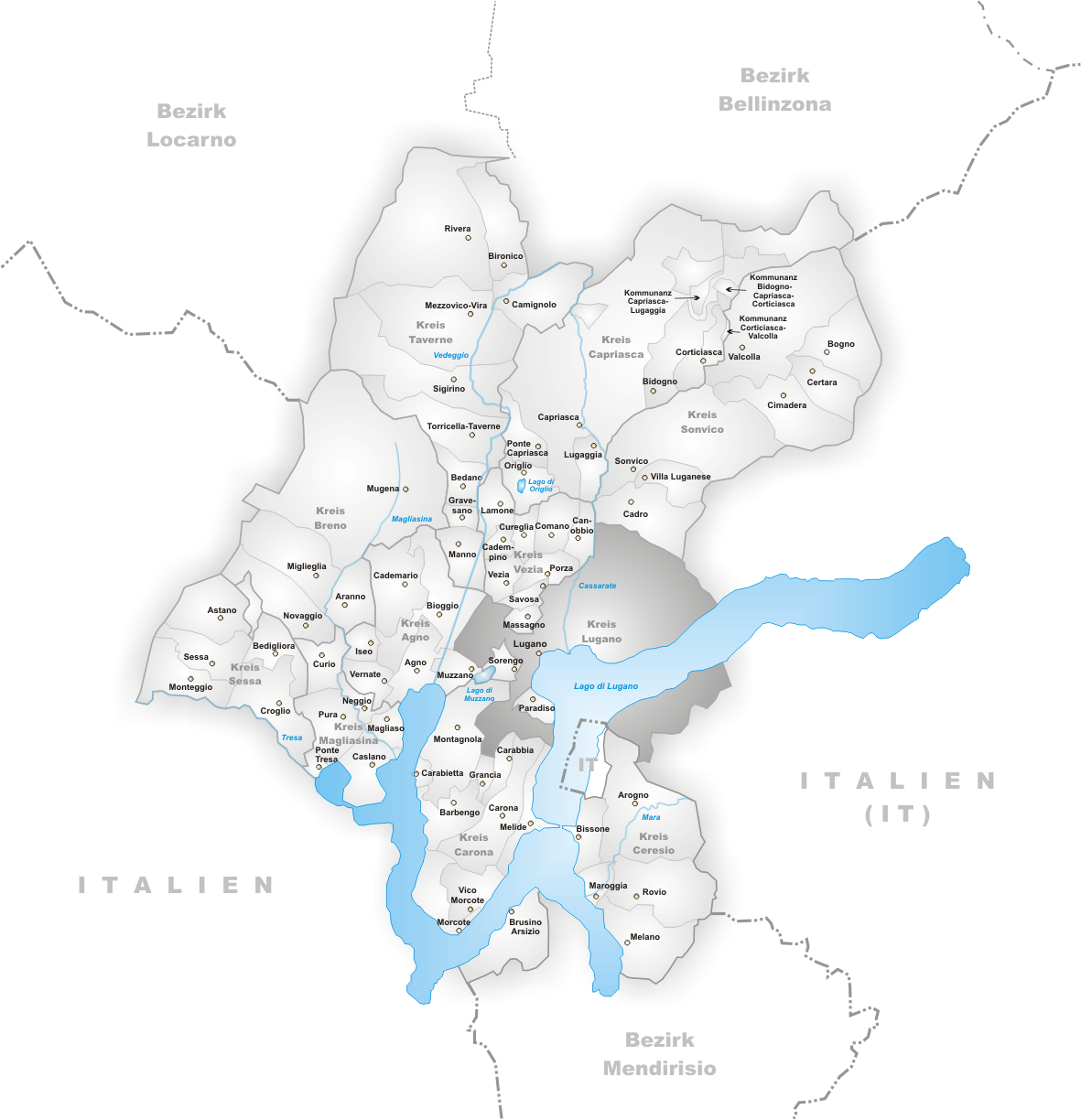
Lugano dopo il 4 aprile 2004
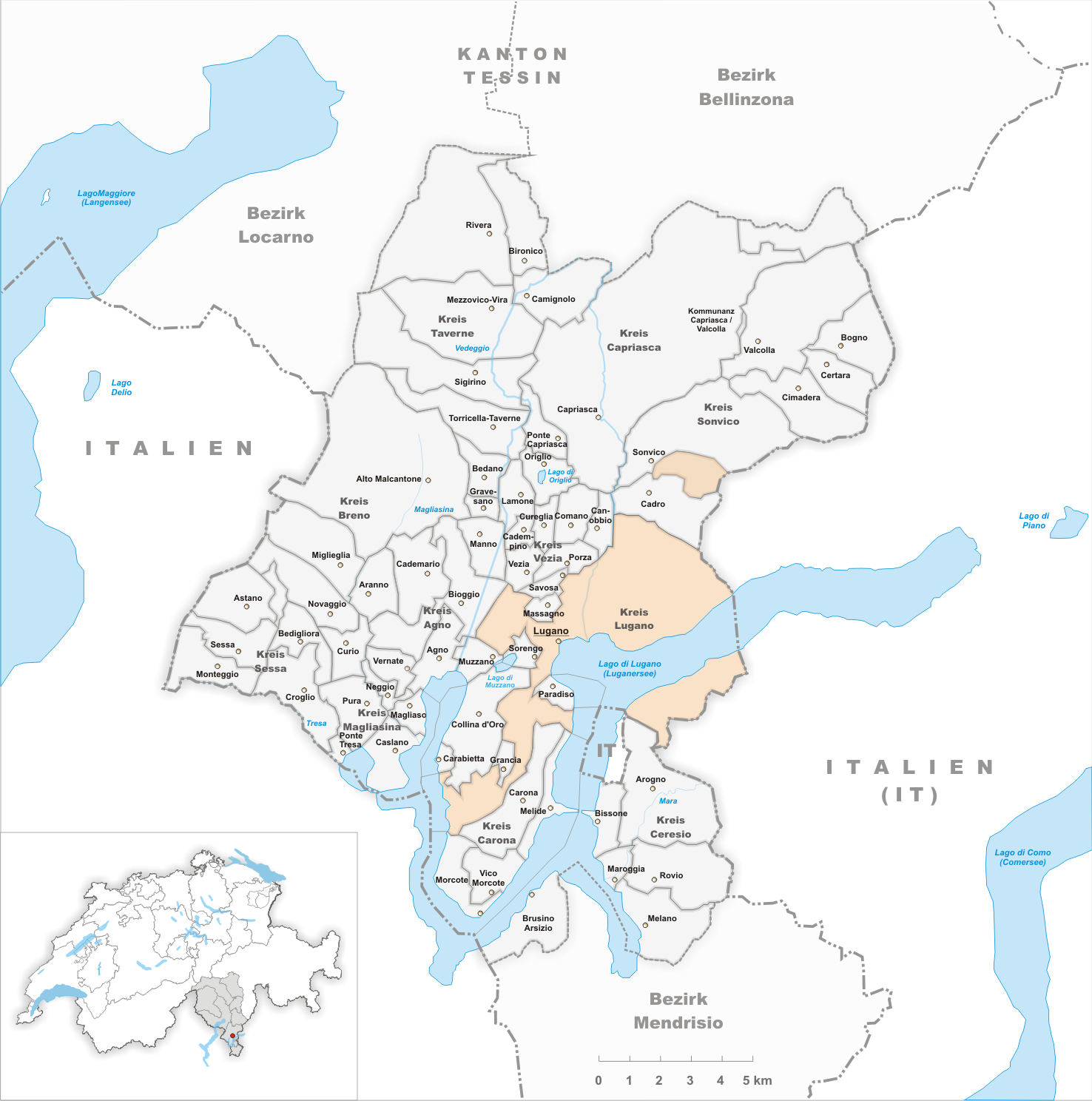
Lugano dopo il 20 aprile 2008
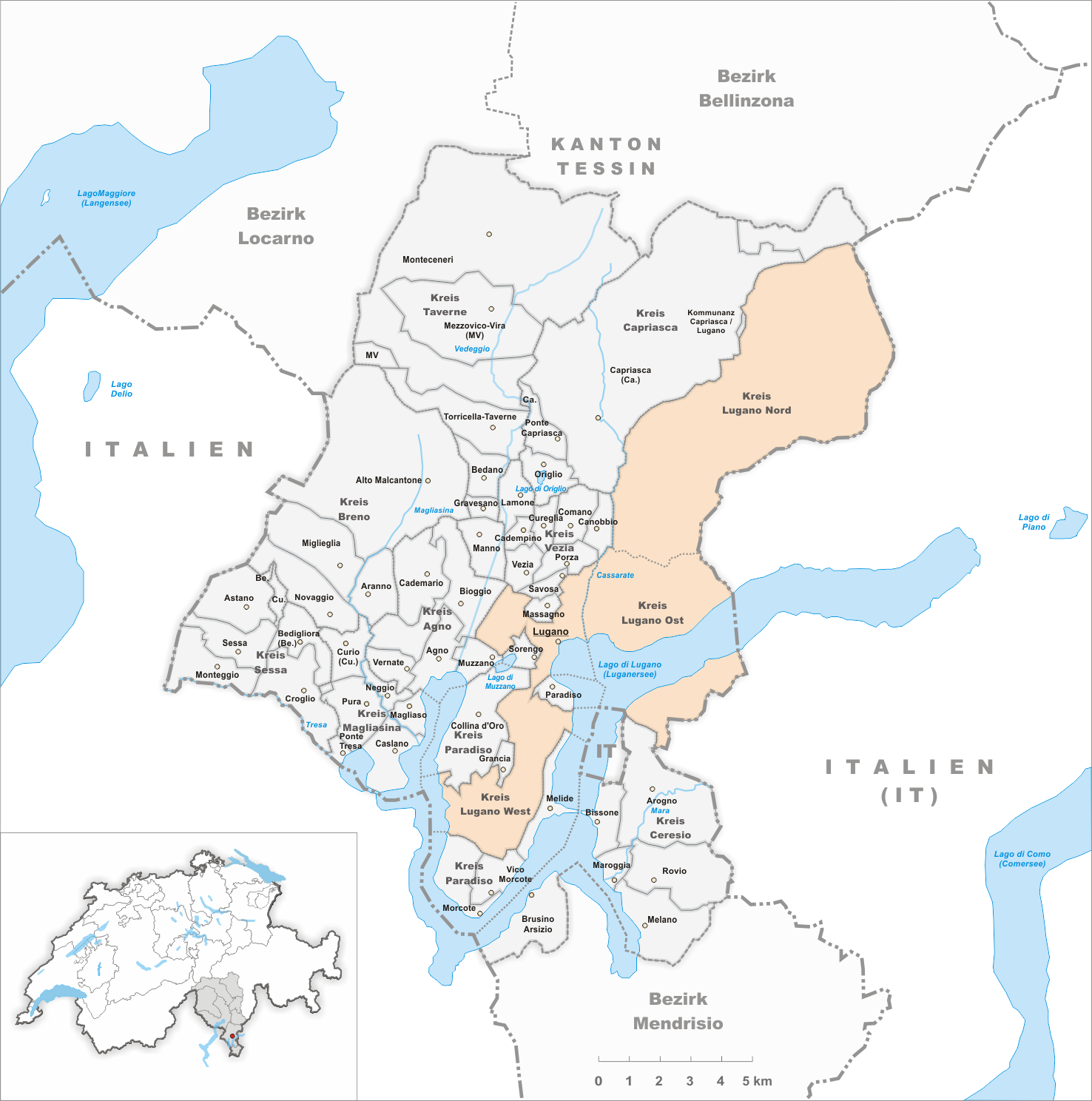
Lugano dopo il 14 aprile 2013

Il 15 dicembre 2002 fu approvato in votazione dalla popolazione il progetto Nuova Lugano, ossia dell'aggregazione alla città di Lugano di diversi comuni limitrofi.
Il 4 aprile 2004 vennero aggregati i comuni di Breganzona, Cureggia, Davesco-Soragno, Gandria, Pambio Noranco, Pazzallo, Pregassona e Viganello.
Il 20 aprile 2008 vennero aggregati i comuni di Barbengo, Carabbia e Villa Luganese.
Il 20 novembre 2011 i comuni di Bogno, Cadro, Certara, Cimadera, Sonvico e Valcolla votarono per l'incorporazione  alla città, e l'11 marzo 2012 fece lo stesso il comune di Carona. Le incorporazioni sono entrate in vigore il14 aprile 2013.

### Simboli

#### Stemma
Sul significato della sigla LVGA e della grafica dello stemma esistono molteplici ipotesi, ma non esistono interpretazioni ufficiali. La testimonianza più antica a colori dello stemma della città (sfondo rosso e la croce argentata con la sigla LVGA) risale al 1588 e la si trova su un attestato di benservito rilasciato dalla città al balivo (capitano reggente o landfogto) Sebastian von Beroldingen, originario del Canton Uri, documento visibile al museo di Altdorf.
L'uso della V in luogo della U, secondo l'uso delle iscrizioni romane, fa credere che l'origine sia romana, quasi a indicare effettivamente una legione.
L'amministrazione comunale, sulla base di alcune copie di documenti datati 1208 e 1209 (gli originali sono andati persi) depositati nell'Archivio della Diocesi di Lugano, sostiene che LVGA non sia nient'altro che l'abbreviazione del nome della città stessa. Questa interpretazione è stata avanzata fin dal 1861 dal consigliere di Stato ticinese Pietro Peri in un suo scritto in materia araldica sui comuni ticinesi.
Dal 2017 il municipio ha introdotto un proprio logo sotto forma di una versione semplificata dello stemma: dallo scudo spariscono il fondo rosso e la croce, che viene semplicemente evocata dalle interruzioni dei bordi, site in corrispondenza dei quattro bracci; all'interno l'epigrafe LVGA adotta un carattere tipografico senza grazie.

## Amministrazione

### Ilpatriziato[21]
Nel territorio cittadino insistono i patriziati di Lugano (entro i confini amministrativi del 1972), Bogno (entrato a far parte di Lugano in seguito all'aggregazione di Val Colla nel 2013), Brè (in seguito all'aggregazione di Brè-Aldesago nel 1972), Cadro (in seguito all'aggregazione del 2013), Carona (in seguito all'aggregazione del 2013), Castagnola (in seguito all'aggregazione nel 1972), Certara (in seguito all'aggregazione di Val Colla nel 2013), Cimadera (in seguito all'aggregazione di Val Colla nel 2013), Colla (in seguito all'aggregazione di Val Colla nel 2013), Davesco-Soragno (in seguito all'aggregazione nel 2004), Insone-Corticiasca (in seguito all'aggregazione di Val Colla nel 2013), Piandera (in seguito all'aggregazione di Val Colla nel 2013), Scareglia (in seguito all'aggregazione di Val Colla nel 2013), Sonvico (in seguito all'aggregazione nel 2013), Villa Luganese (in seguito all'aggregazione nel 2008).

#### Le famiglie patrizieattuali[quando?]di Lugano
- Airoldi, Alleoni, Anastasi, Bariffi, Bellasi, Beretta, Beretta-Piccoli, Bernasconi (due ceppi), Bianchi, Bossi, Brentani, Camuzzi, Conti (due ceppi), Crivelli, De Carli, De Filippis, Domeniconi Foppa, Gorini, Laghi, Lepori, Lurati, Luvini, Moroni-Stampa, Morosini, Perlasca, Riva (due ceppi), Salmini, Solari, Soldini, Torricelli, Vegezzi e Viglezio.

#### Le famiglie patrizieattuali[quando?]di Brè-Aldesago
- Aprile, Caratti, Danesi, Demarchi, Gianini, Gilardi, Malacrida, Monti, Navoni, Pedrotta, Prati, Raselli, Sabbioni, Sala, Scopazzini, Taddei, Zeppi.

Le famiglie patrizie estinte di Brè
- Gedra, Molinari, Snaghi, Talleri.

### Gemellaggi
- Hangzhou, dal 2014

## I quartieri
La città di Lugano è suddivisa in 21 quartieri, alcuni "storici", altri risultato dei progressivi accorpamenti di comuni cessati.

## Monumenti e luoghi d'interesse
La città e la sua architettura hanno un carattere prettamente ticinese, ospita il palazzo della Curia vescovile della diocesi di Lugano. Negli ultimi cinquant'anni, dal 1950 al 2000 circa, la speculazione edilizia ha trasformato il volto cittadino con la perdita di numerose residenze, case, ville e palazzi risalenti ai secoli XVI-XIX.

### Architettura religiosa

#### Galleria d'immagini

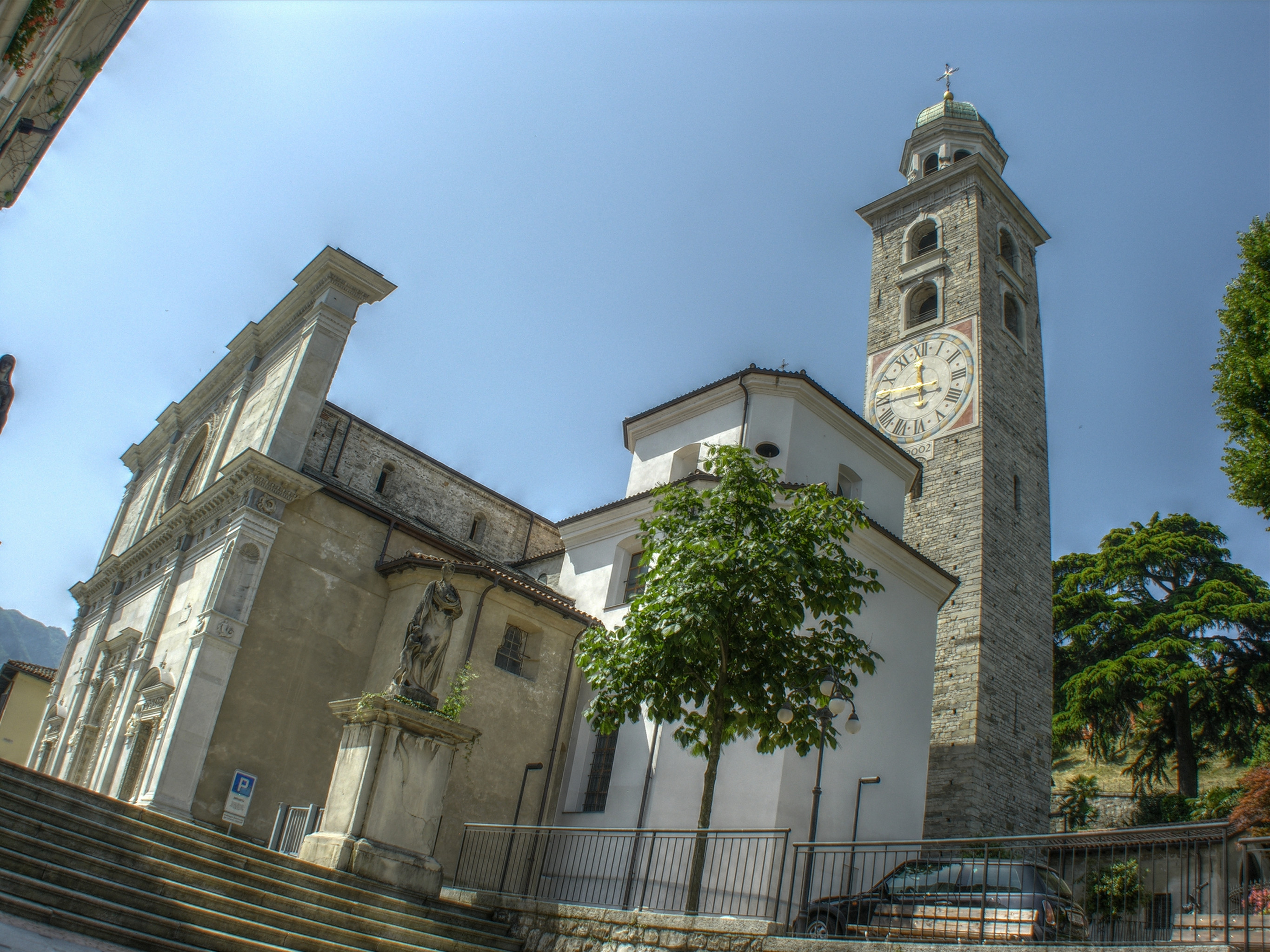
Cattedrale di San Lorenzo
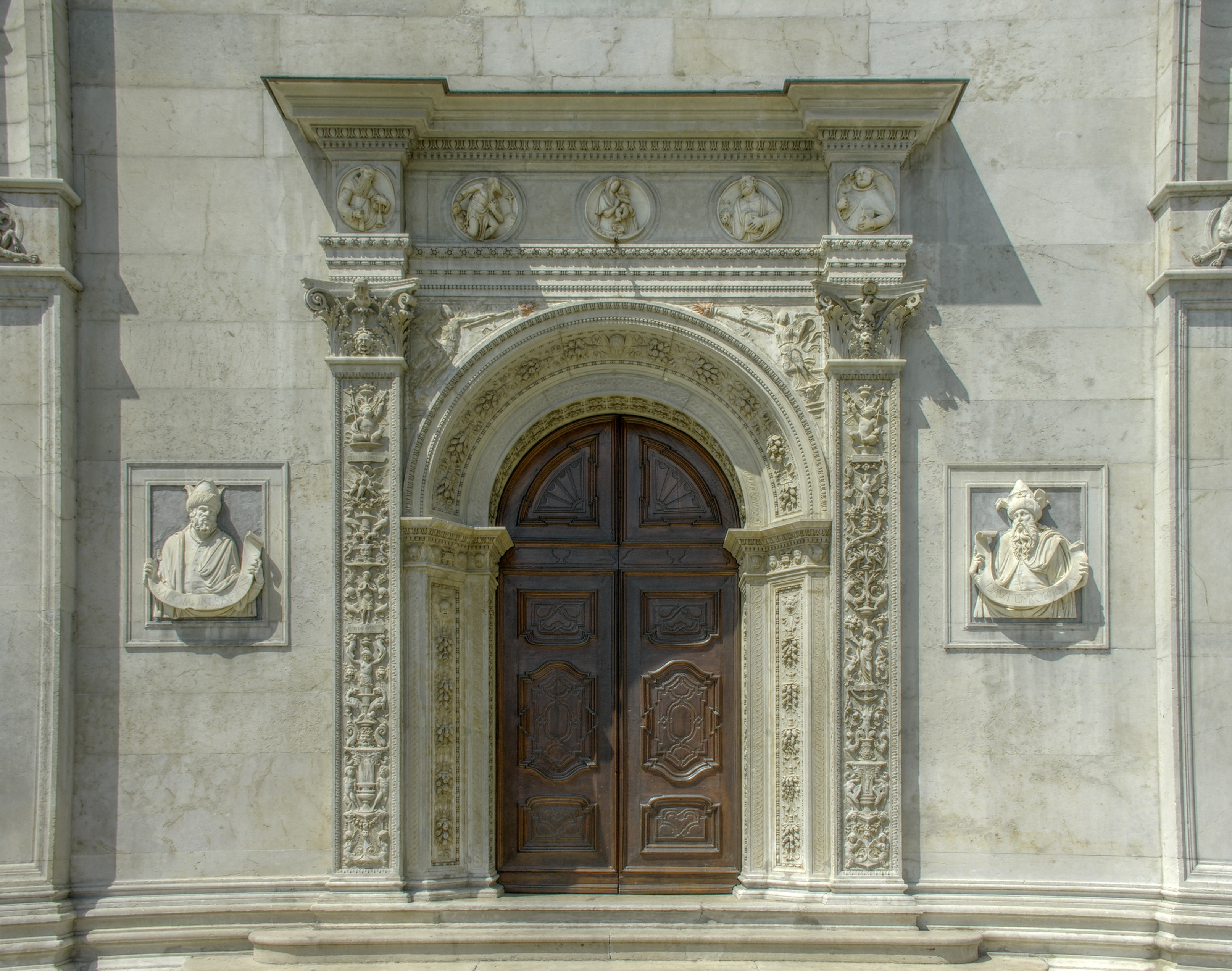
Portale di San Lorenzo
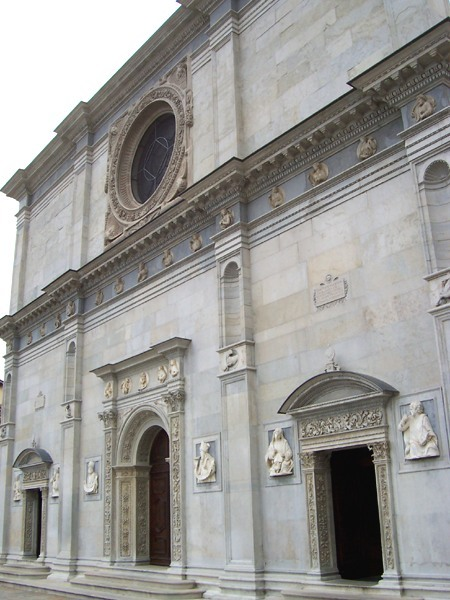
San Lorenzo, facciata
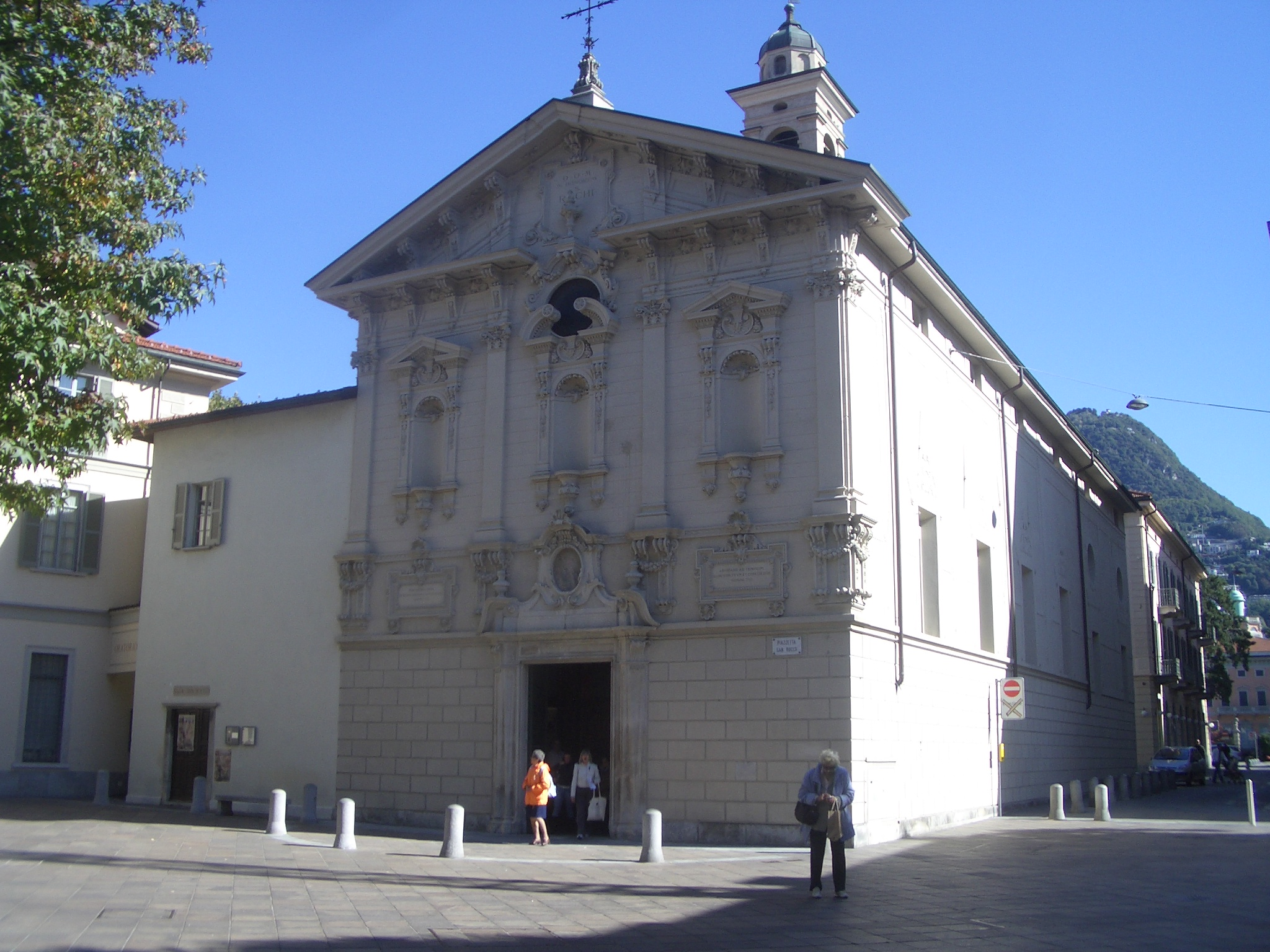
Chiesa di San Rocco
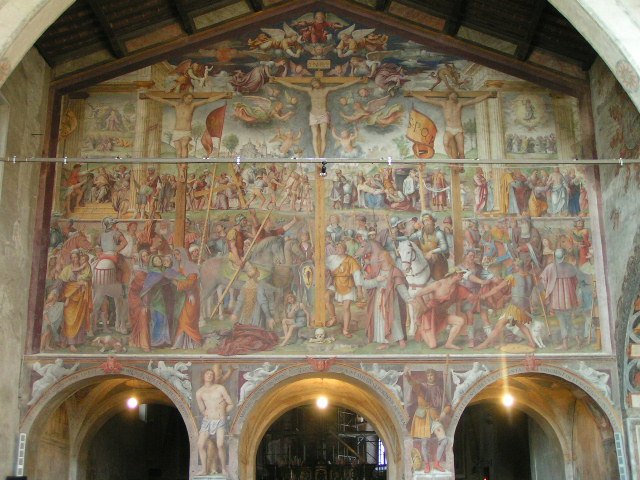
Il tramezzo di Santa Maria degli Angeli
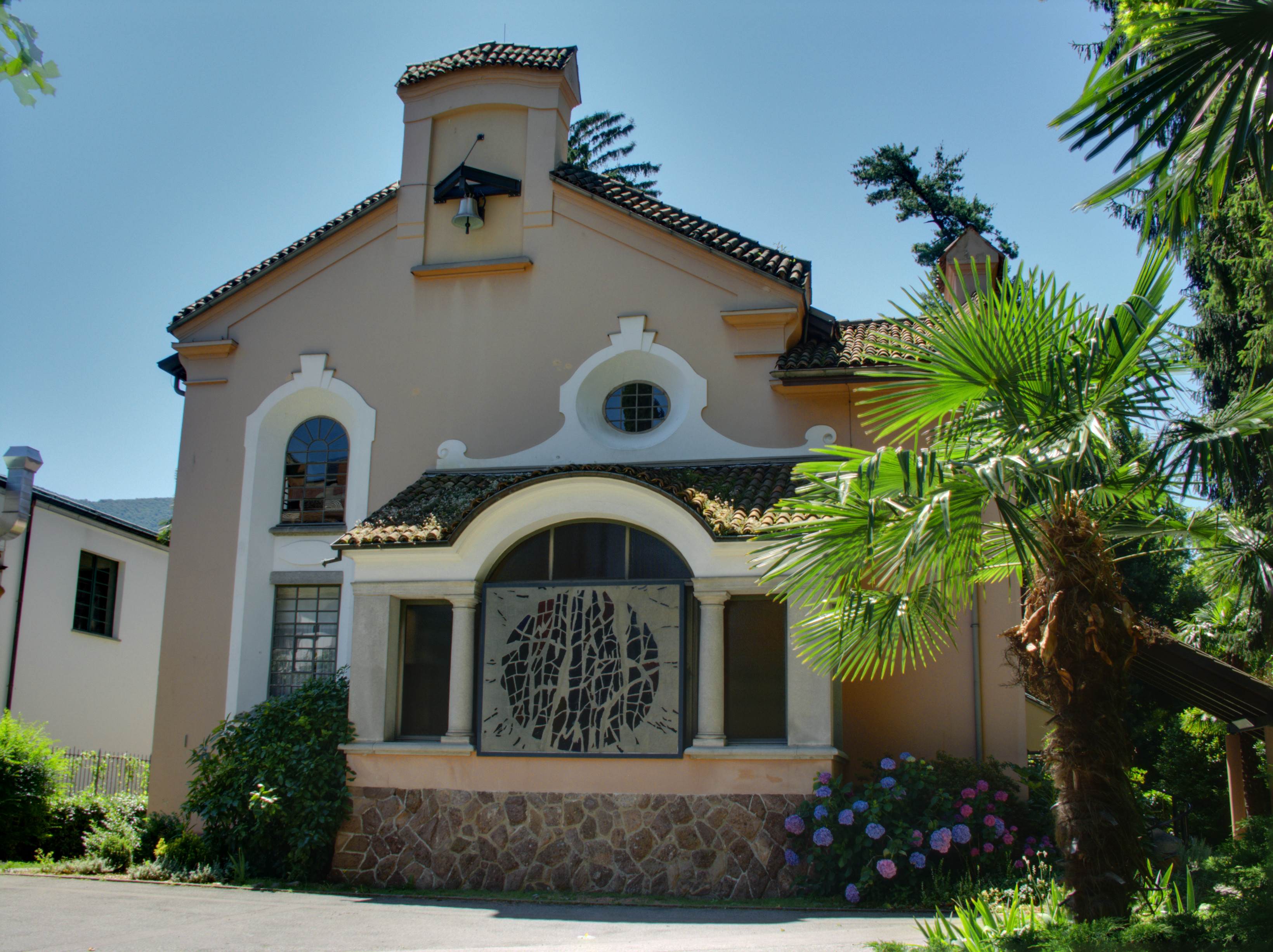
Chiesa evangelica luterana

#### Quartiere di Molino Nuovo
- L'oratorio di San Maurizio, documentato per la prima volta nel 1203
- L'attiguo cimiterino voluto dalla contessa Carolina Maraini Sommaruga per accogliere le spoglie del marito, progettato da Mario Chiattone (1891-1957)[23] nel 1935.

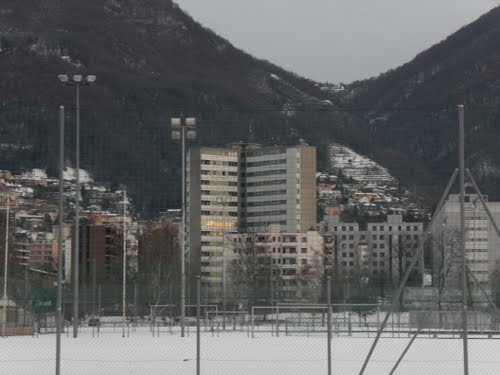
Vista da ovest della zona popolare residenziale di Lugano

#### Quartiere di Pazzallo
- L'oratorio di San Barnaba, nel quartiere di Pazzallo,[24] è documentato dal 1523
- Il privato neoromanico oratorio di Santa Maria Ausiliatrice,[25] eretto a Senago nel 1925
- L'oratorio privato di San Vincenzo de' Paoli,[26] a Morchino.

#### Quartiere di Breganzona
- Chiesa parrocchiale dei Santi Quirico e Giulitta
- Oratorio di San Sebastiano, del 1595

#### Ruvigliana e Cavallino
- L'oratorio di San Michele sotto il quartiere di Ruvigliana, dove sorgeva un castello attestato già nel secolo XII
- L'oratorio di San Carlo Borromeo, nella località di Cavallino

#### Quartiere di Loreto
La chiesa di santa Maria di Loreto sorge su un poggio oltre la valletta del riale Tassino. Villa La Tanzina - demolita - era situata in territorio di Loreto. Abbondio Chialiva, esule italiano che aveva realizzato una cospicua fortuna in Sudamerica, divenne proprietario della villa, che prendeva il nome dal primo proprietario, il nobiluomo milanese Franco Tanzi. Il Chialiva fece realizzare il busto di George Washington nel 1859: al momento della demolizione della villa, il busto fu spostato sul lungolago. Successivamente, la villa passò a Sara Nathan Levi, che vi ospitò Giuseppe Mazzini e altri patrioti italiani.

### Architettura civile

#### Galleria d'immagini

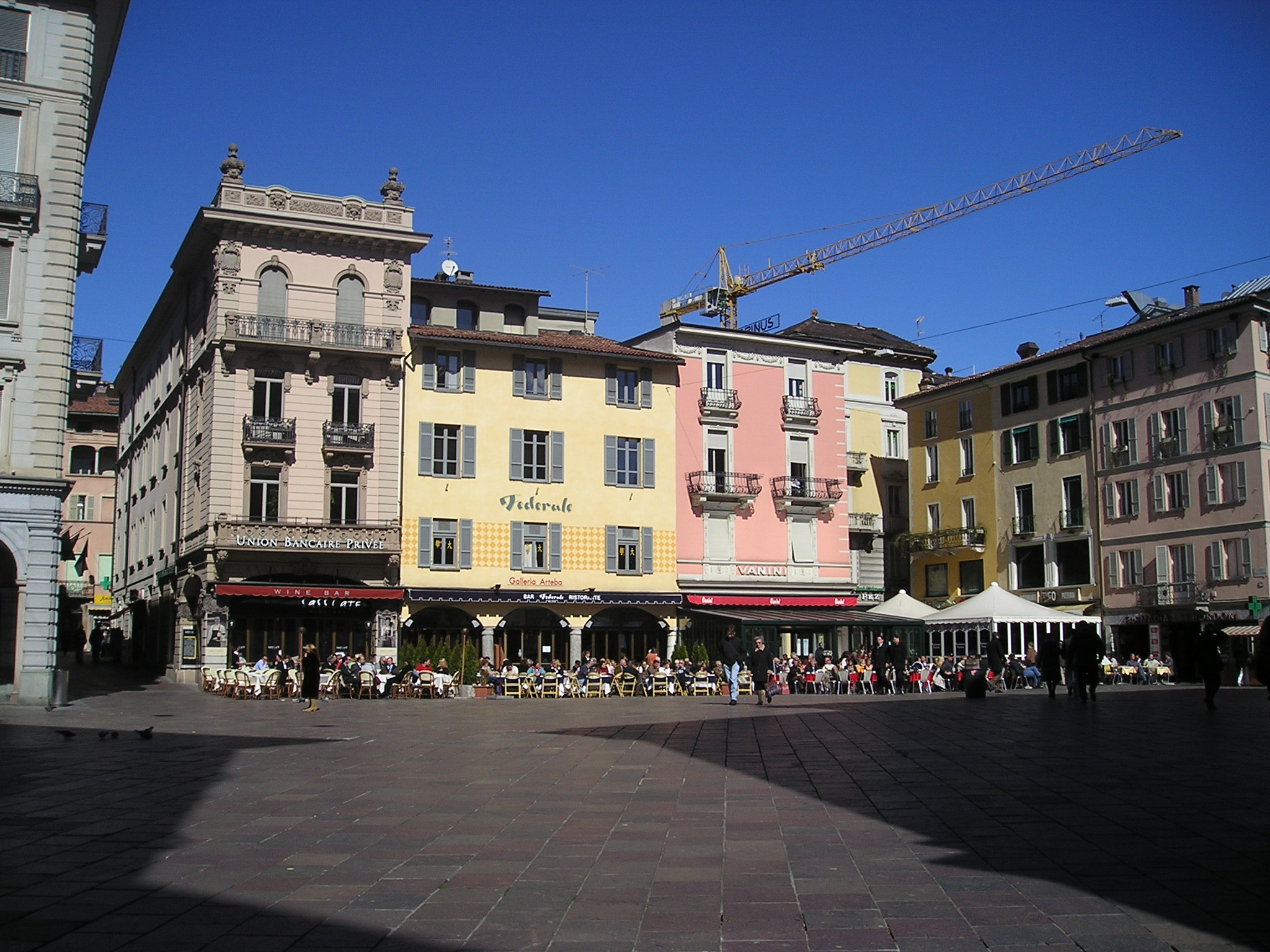
Piazza della Riforma
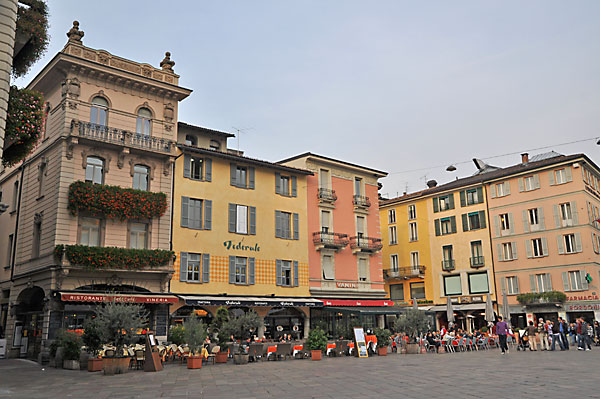
Piazza della Riforma
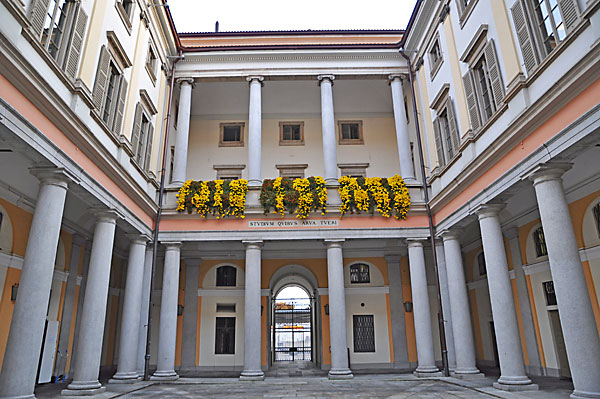
Cortile di Palazzo Civico
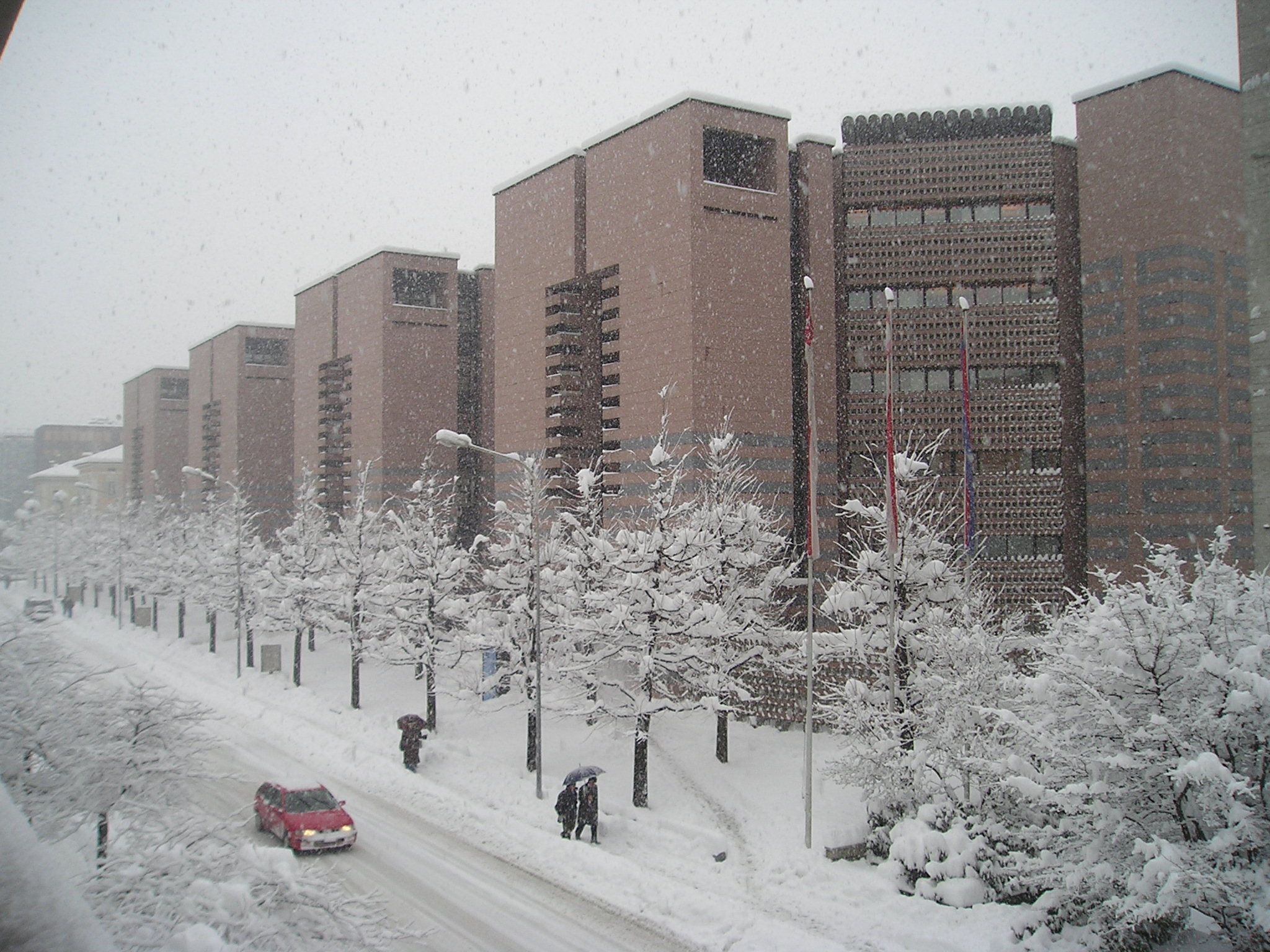
Banca del Gottardo
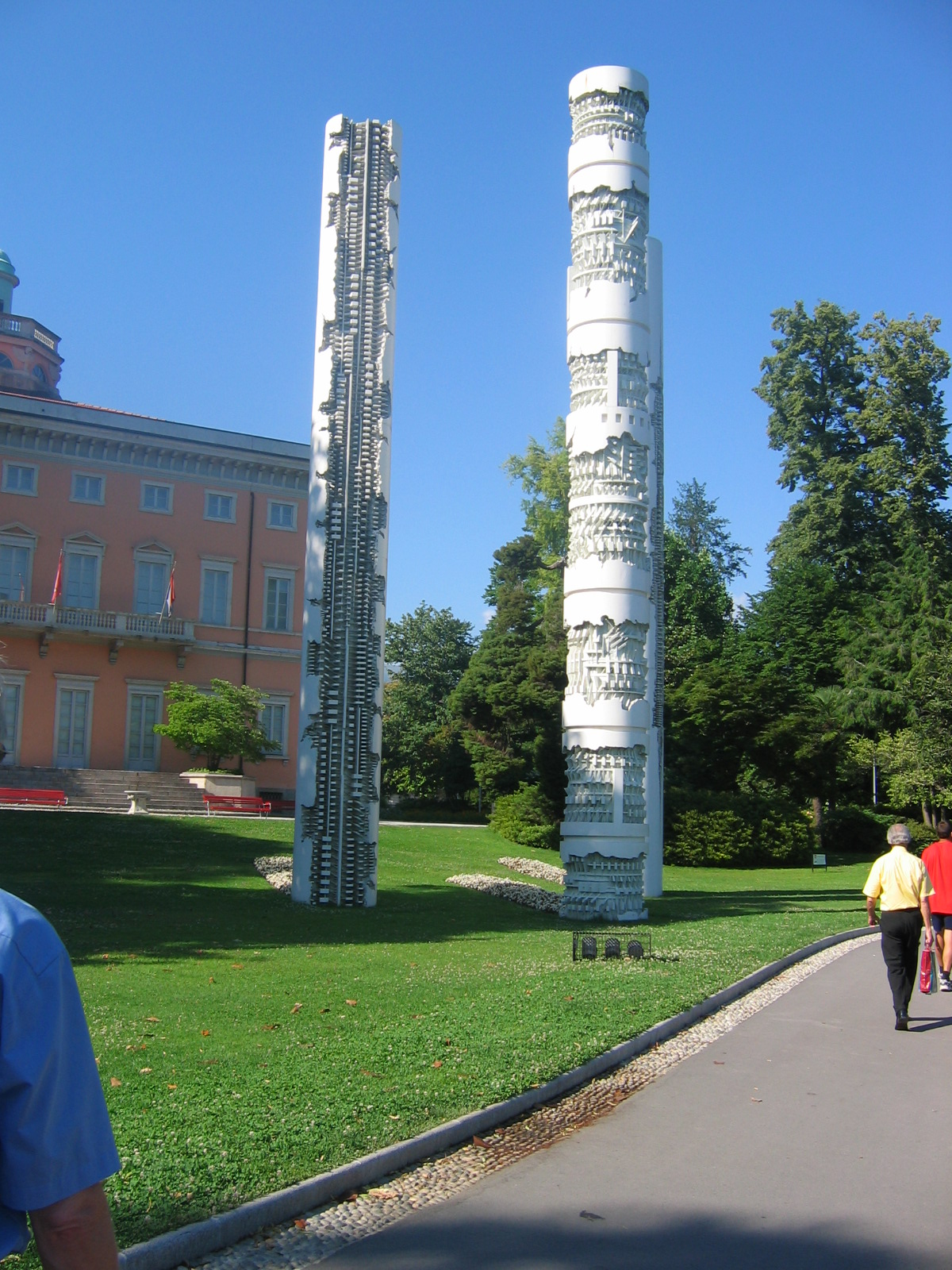
Triade nel Parco Ciani
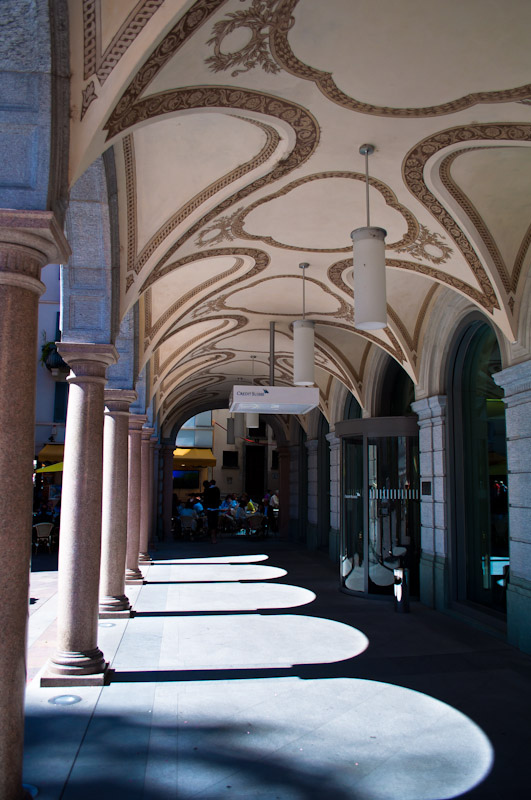
I portici di via Nassa
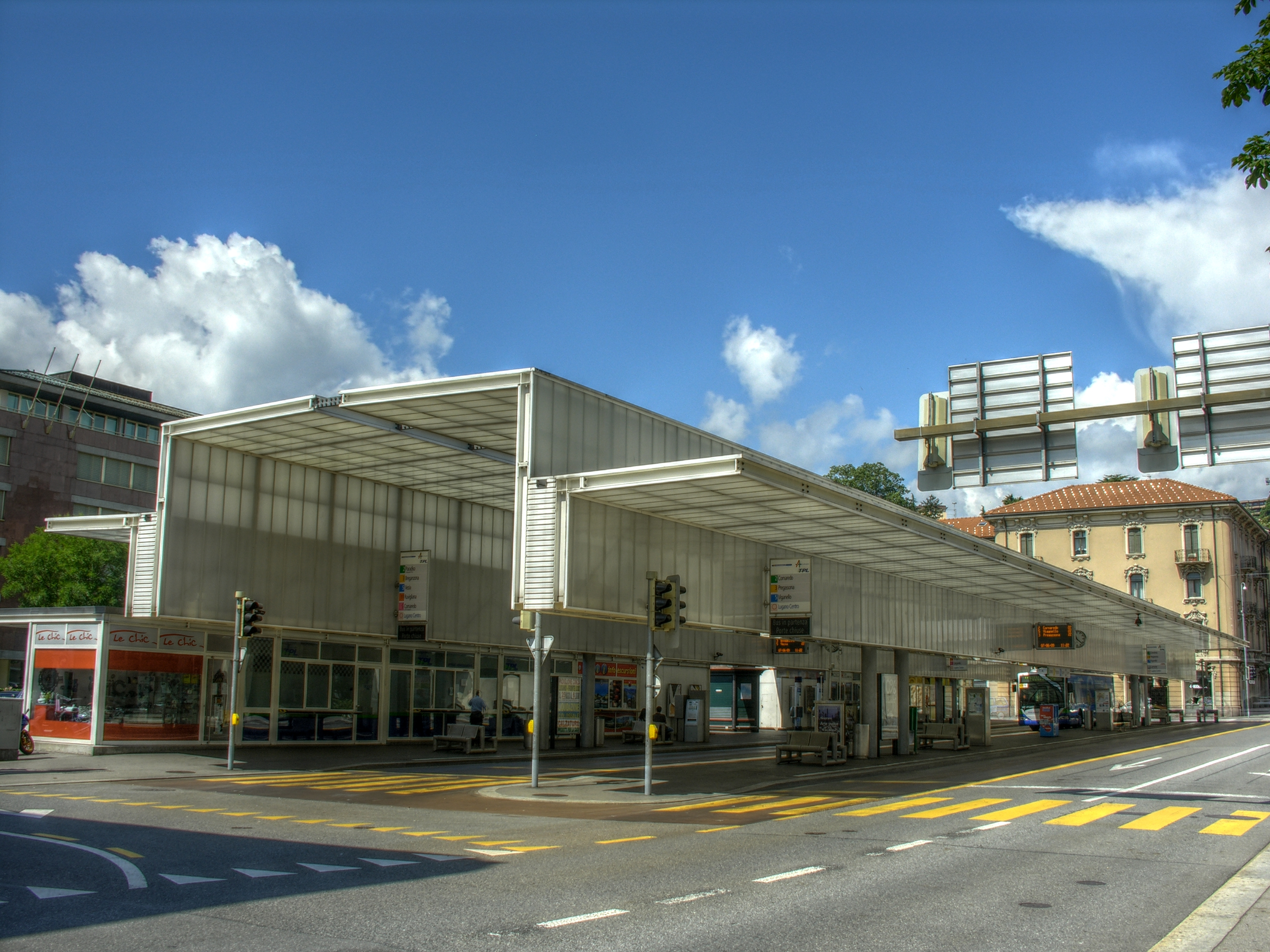
Mario Botta: La pensilina dei bus
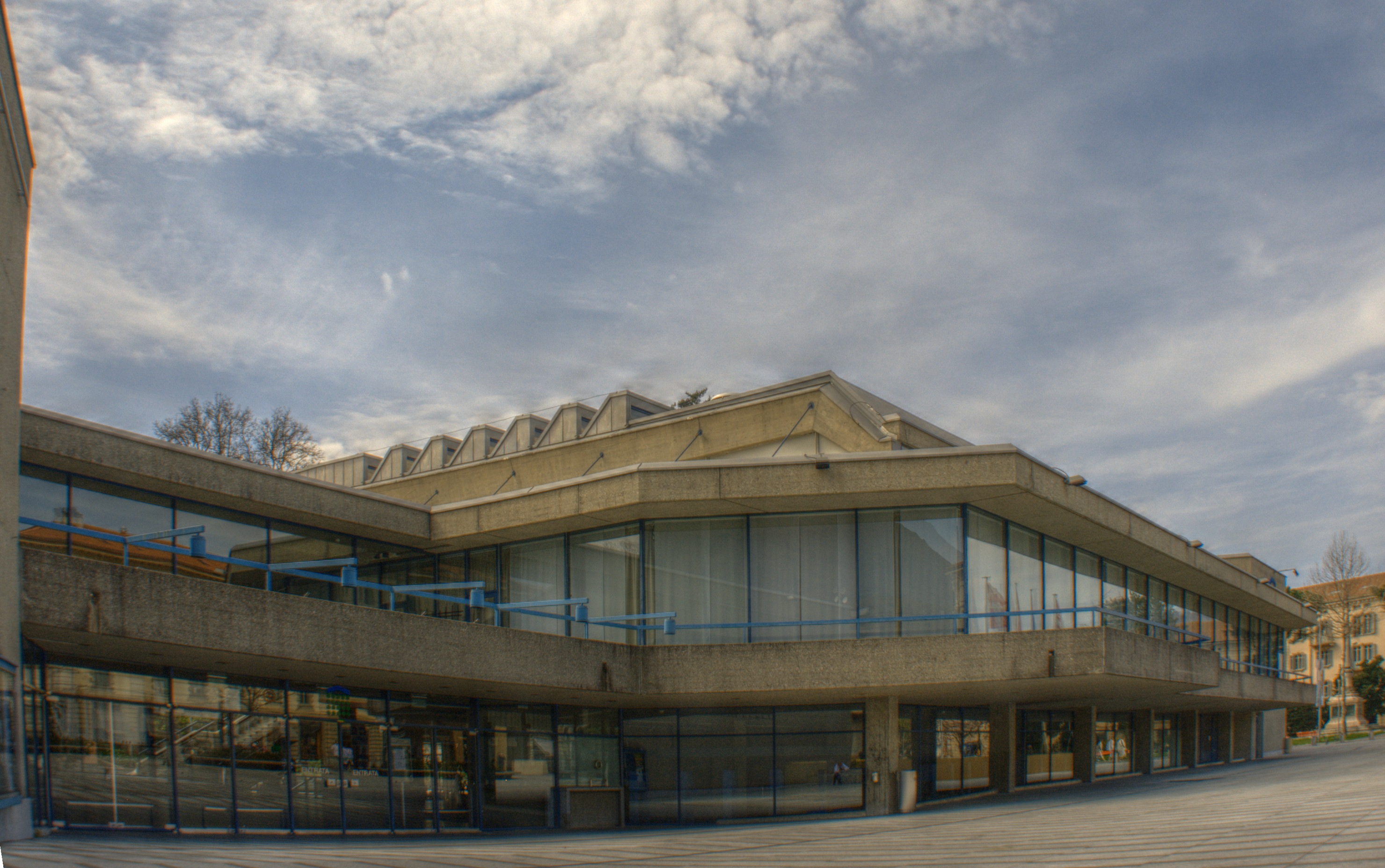
Il Palazzo dei congressi
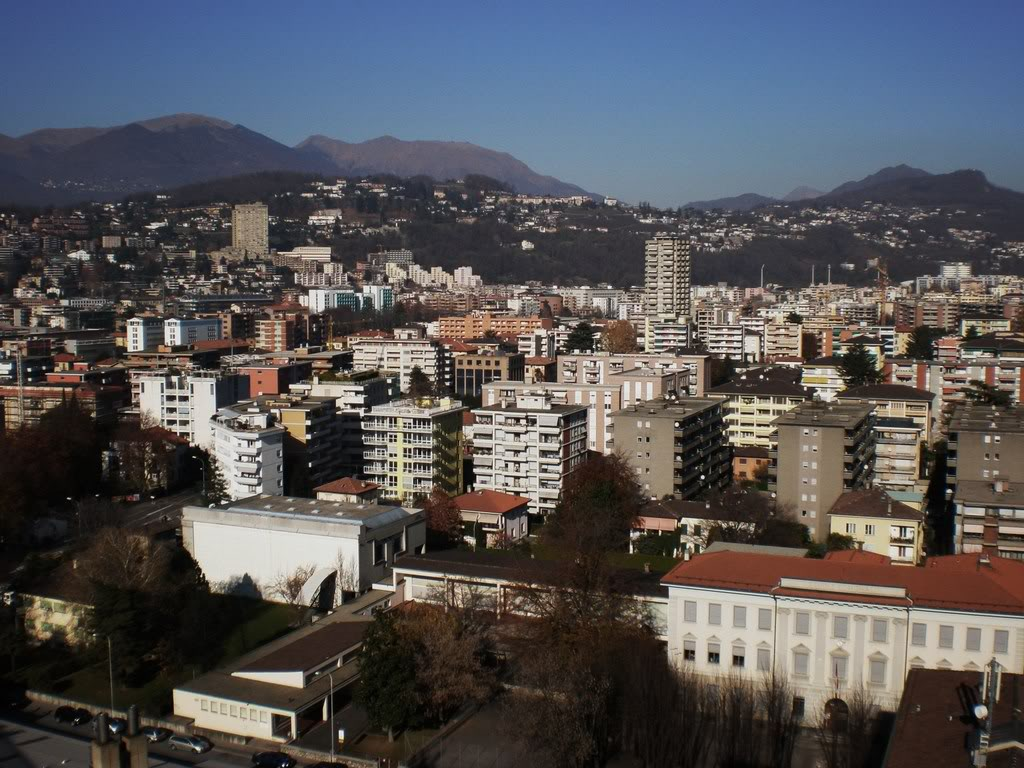
Lugano est
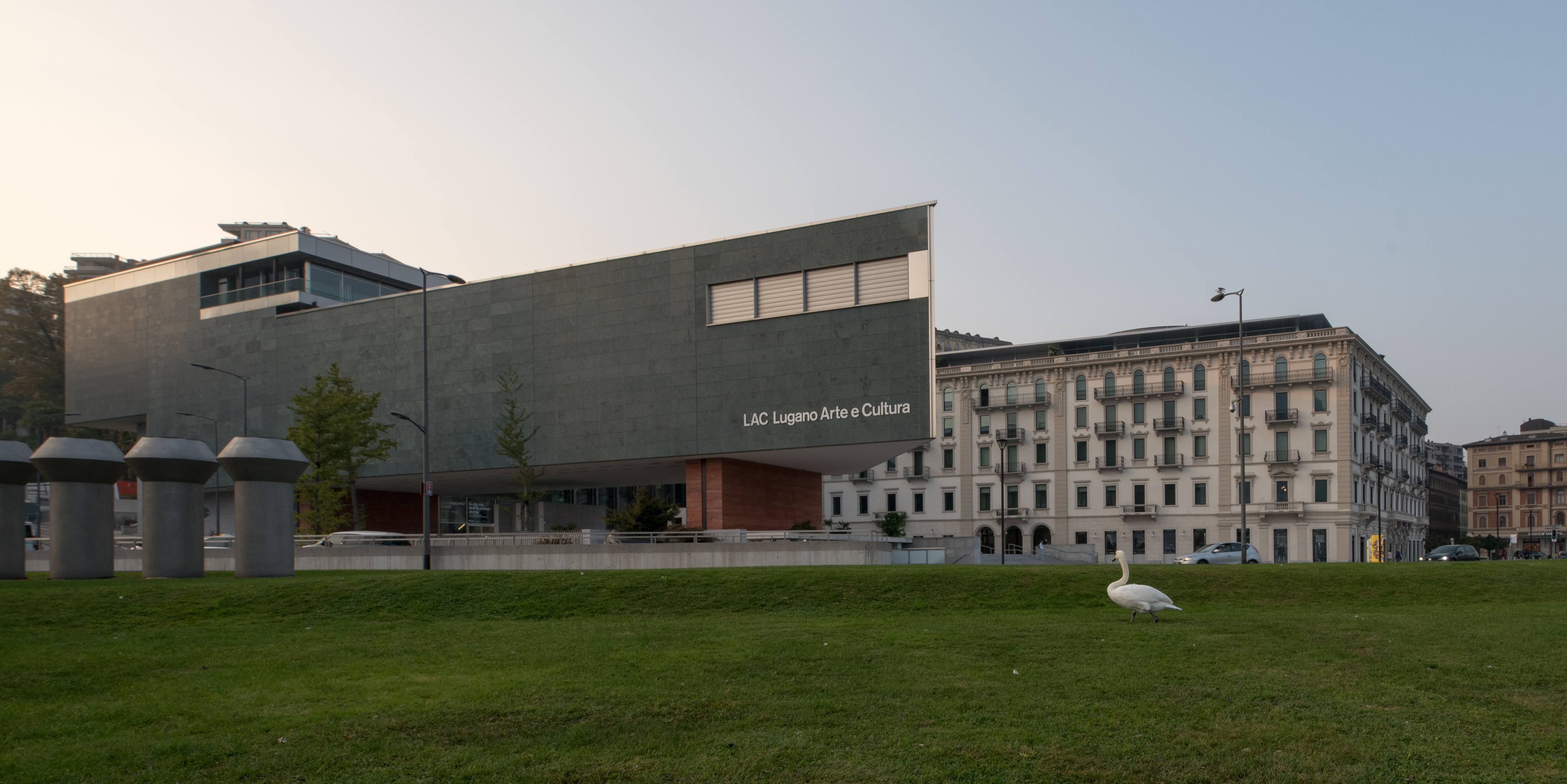
Grand Palace e museo LAC

#### Quartieri ad ovest del centro storico
- La stazione delle FFS sull'omonima piazza, eretto nel biennio 1875-1876 in forme neorinascimentali su piani di Adolf Göller
- Nella Salita Bossoli la Casa d'appartamenti Pax, edificata dall'architetto Augusto Guidini junior nel 1934
- L'Hotel Bristol (palazzo d'appartamenti), edificato da Paolito Somazzi per Vincenzo Fedele negli anni 1900-1903
- In via Motta la Casa d'appartamenti Solatia, realizzata dall'architetto Rino Tami nel biennio 1950-1951
- In via Massagno l'ex albergo Arizona (casa d'appartamenti) edificato da Tita Carloni negli anni 1957-1959

#### Montarina
Il quartiere fu realizzato in gran parte dall'architetto Americo Marazzi nel 1910 circa
- Il Belvedere, in via Montarina, forse costruita nel 1855 per il commerciante Davide Enderlin
- Il Villino, in via Borromini, edificato da Americo Marazzi per Giovanni Lüthy negli anni 1910-1912 circa.

#### Quartieri a sud del centro storico
- La Riva Vela si trova nel punto d'incontro con Riva Caccia: giardino pubblico con sculture di artisti ticinesi e internazionali del XX secolo
- Il Monumento a George Washington, in Riva Caccia, eseguito da Angelo Bruneri, fatto innalzare nel 1859 da Abbondio Chialiva
- La Villa Malpensata, sede del Museo delle culture
- L'Hotel Splendide Royal, originariamente Villa Merlina

#### Cassarina
- Il Palazzo residenziale e commerciale (Pensionato Franklin College), in via Calloni, progettato da Americo Marazzi negli anni 1925-1930 circa.
- La Villa in via Domenico Fontana, progettata da Arnoldo Ziegler per Carlo Bossi nel 1928.

#### Galleria d'immagini

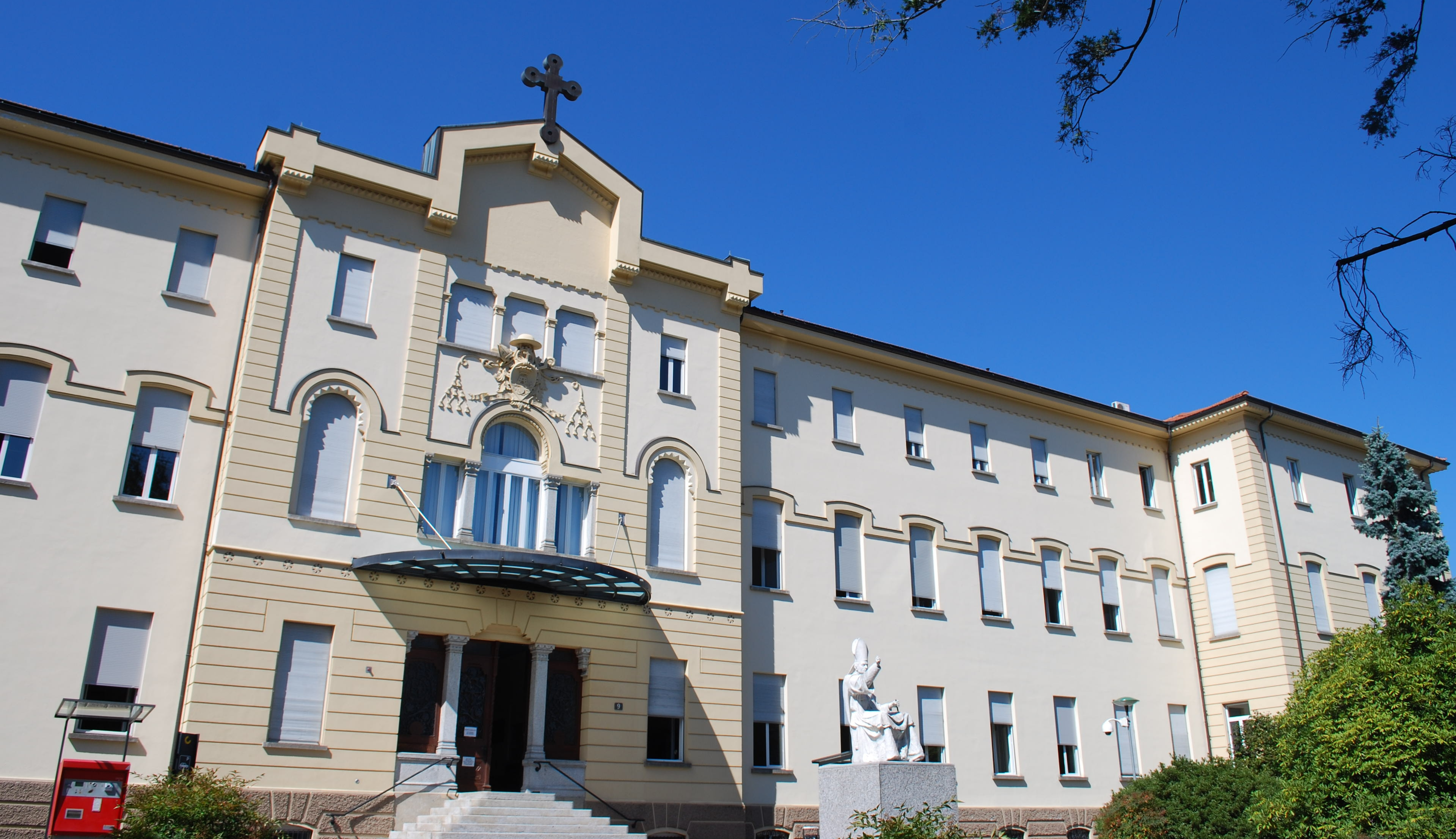
La sede della Fonoteca Nazionale Svizzera
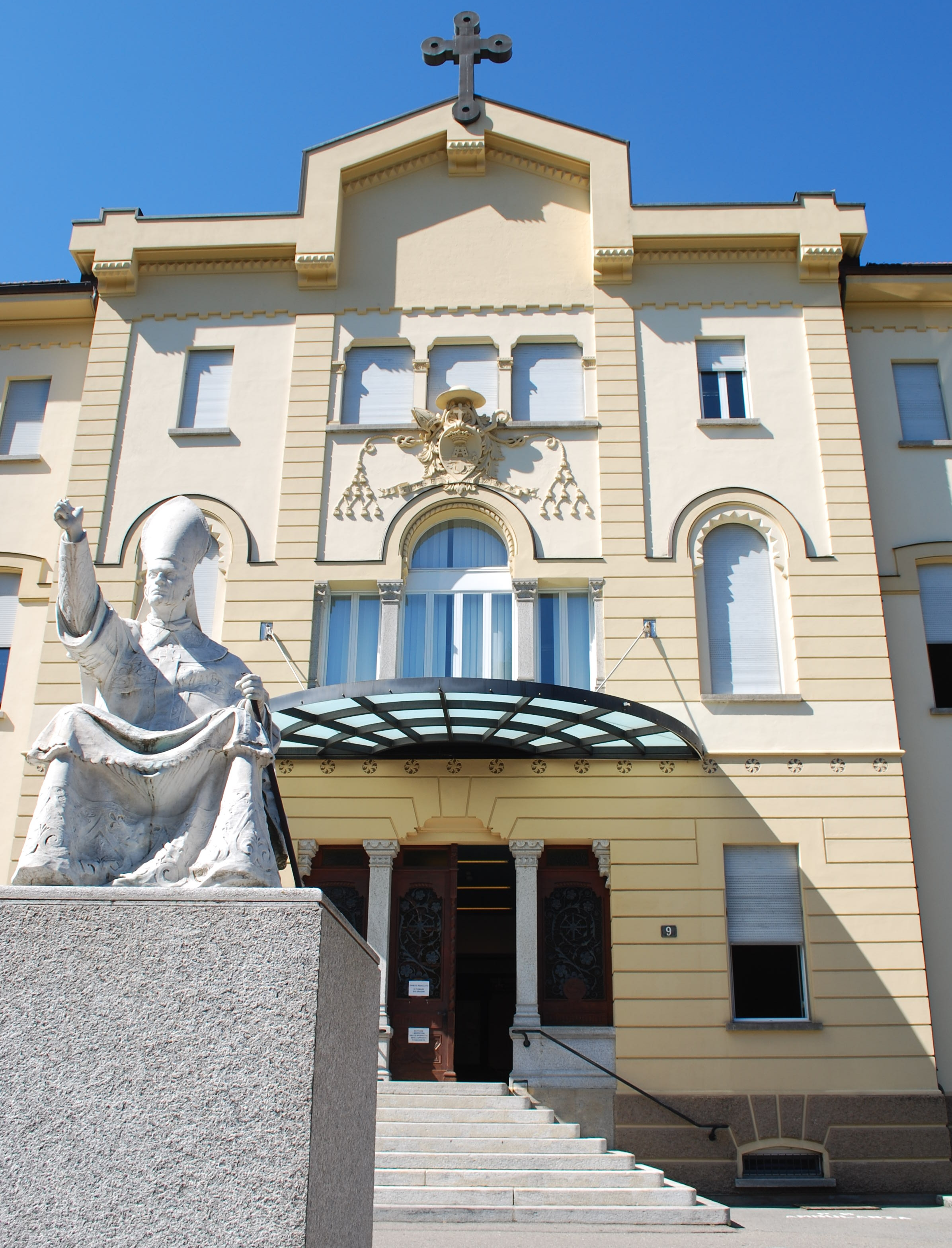
Ingresso della Fonoteca Nazionale

#### Quartiere di Castagnola-Cassarate
- La Villa Heleneum, di proprietà della Città di Lugano, è affittata per eventi privati
- La Villa Helios

#### A Caprino
La località, situata sulla riva sud-ovest del Lago di Lugano sotto il Monte Caprino in faccia al centro storico della città, è nota soprattutto per le sue "cantine" ricavate nella roccia fin dal secolo XVII da famiglie patrizie luganesi e ora in gran parte ristrutturate.
- Due case di vacanza sono state realizzate dall'architetto Peppo Brivio (nato nel 1923) nel biennio 1962-1963.

### Architettura contemporanea
Degni di nota sono:
- la Biblioteca cantonale, eretta dall'architetto Rino Tami nel biennio 1940-1941, situata vicino al Palazzo degli Studi
- il Palazzo dei Congressi, opera dell'architetto Rolf Georg Otto degli anni 1965-1975[27]; molteplici sono le costruzioni dell'architetto Mario Botta
- la Biblioteca del convento della Santissima Trinità
- la BSI in viale Stefano Franscini, ex sede principale della Banca del Gottardo (1988)
- il Palazzo Ransila in pieno centro città
- la pensilina della stazione degli autobus, nonché alcuni palazzi amministrativi o commerciali
- il nuovo Casinò-Kursaal sul lungolago davanti alla rivetta Tell
- LAC Lugano Arte e Cultura,[28] centro culturale dotato di teatro, sala concerti e museo sul lungolago, aperto dal settembre 2015.[29]
- la zona ad alta densità abitativa di Pregassona ovest.

### Galleria d'immagini

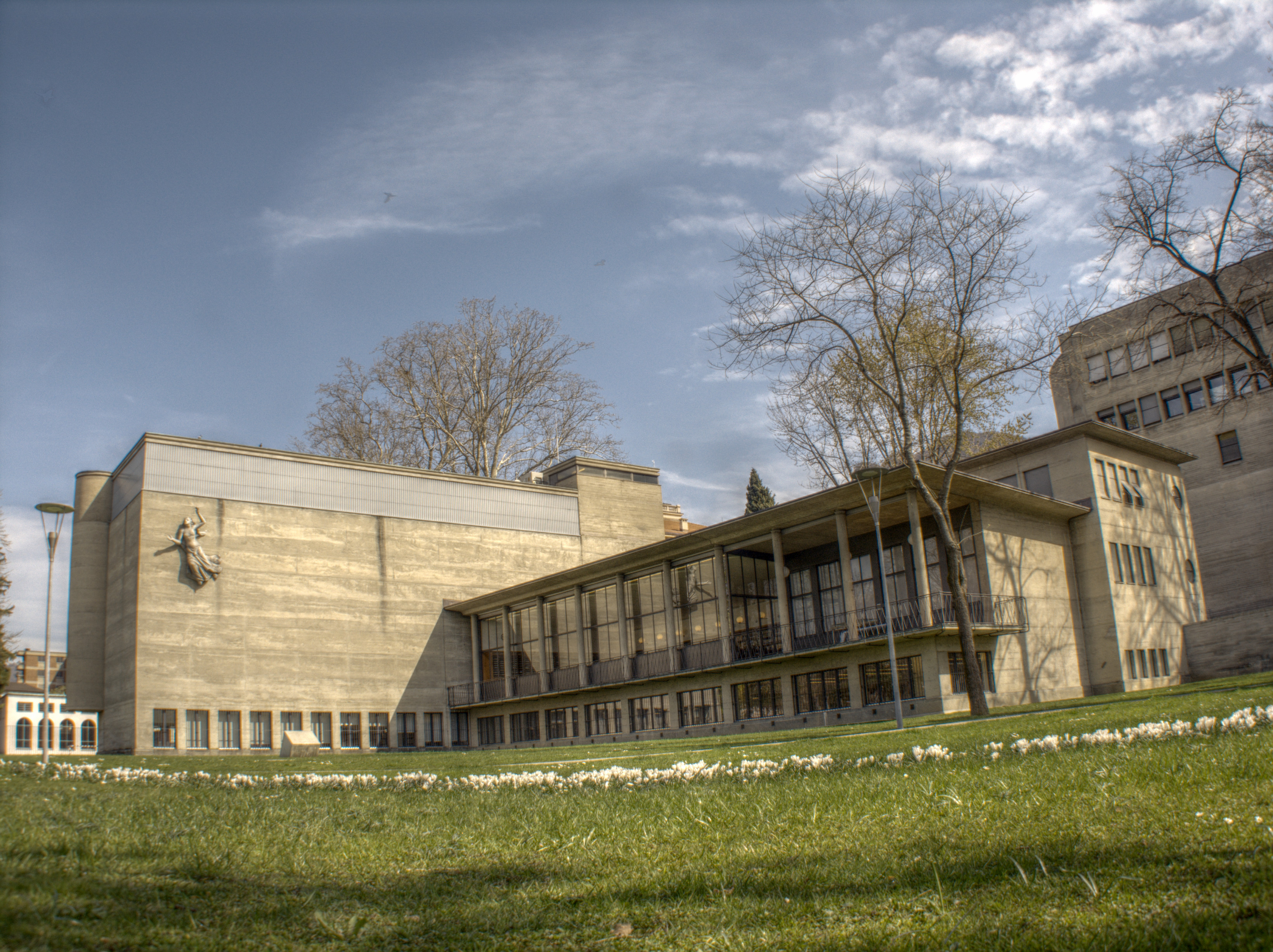
La biblioteca cantonale vista dal parco Ciani
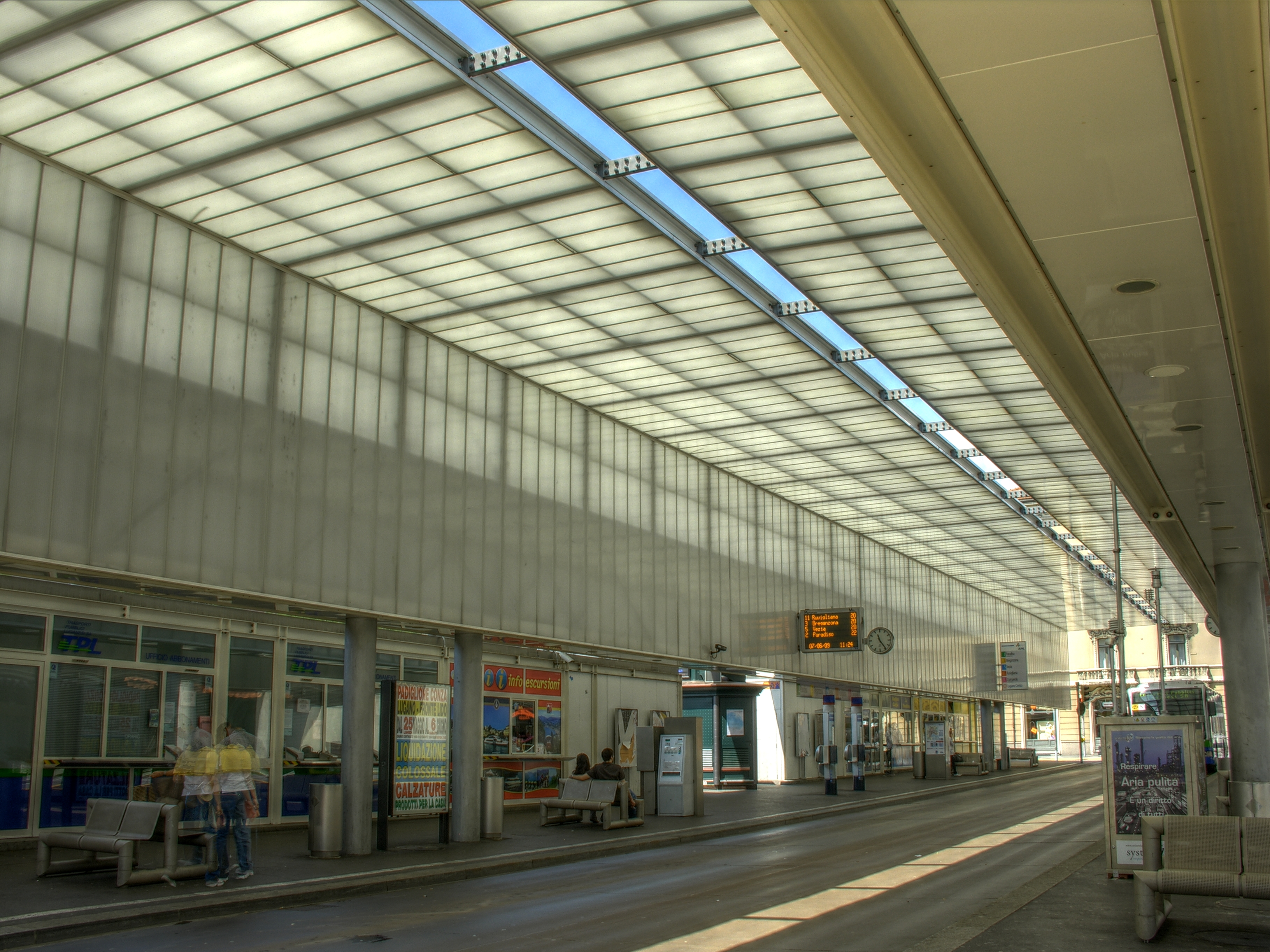
La pensilina della vecchia stazione degli autobus: interno
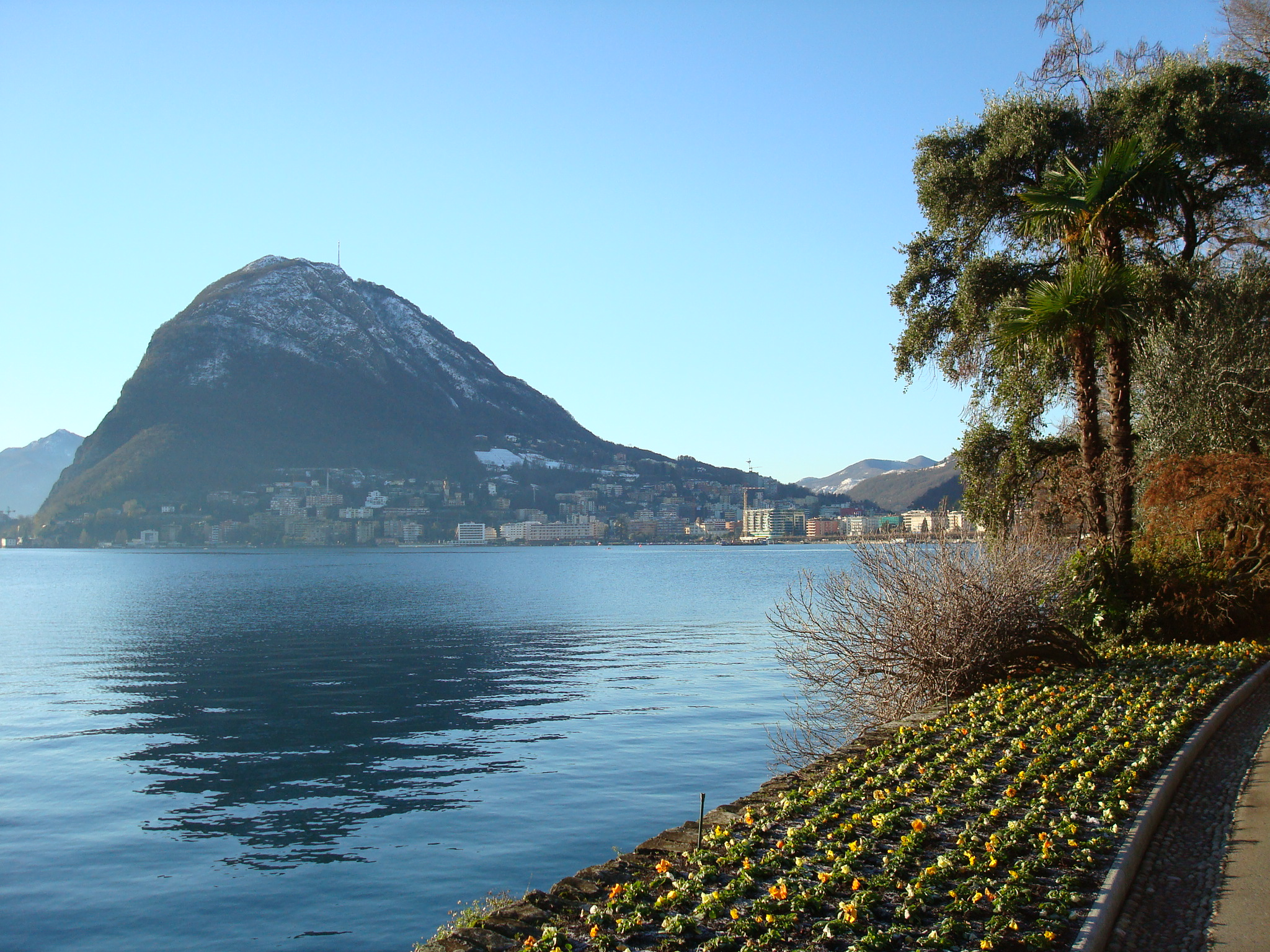
Il panorama di Lugano d'inverno

## Parchi

### Parco Ciani
Il Parco Ciani è il polmone verde della città; è un vasto parco con una variata flora primaverile ed estiva e numerosi alberi ad alto fusto, tra cui alcuni molto rari; al lago la darsena è ispirata ai cottage inglesi con elementi dell'architettura ottomana. La sua superficie nel tempo è stata dimezzata per far luogo alla costruzione del Palazzo degli studi, della relativa mensa-palestra, della biblioteca cantonale e del Palazzo delle scienze. Esso circonda l'omonima Villa Ciani (ora Museo di Belle Arti), una delle più belle residenze ticinesi ottocentesche, eretta per Giacomo Ciani e Filippo Ciani dall'architetto Luigi Clerichetti nel 1840. Qui i fratelli Ciani, durante le lotte per il Risorgimento italiano, diedero ospitalità a parecchi fuoriusciti tra cui Giuseppe Mazzini e Carlo Cattaneo. Questi si accasò definitivamente a Castagnola nel villino di caccia di Pietro Peri.

### Galleria d'immagini

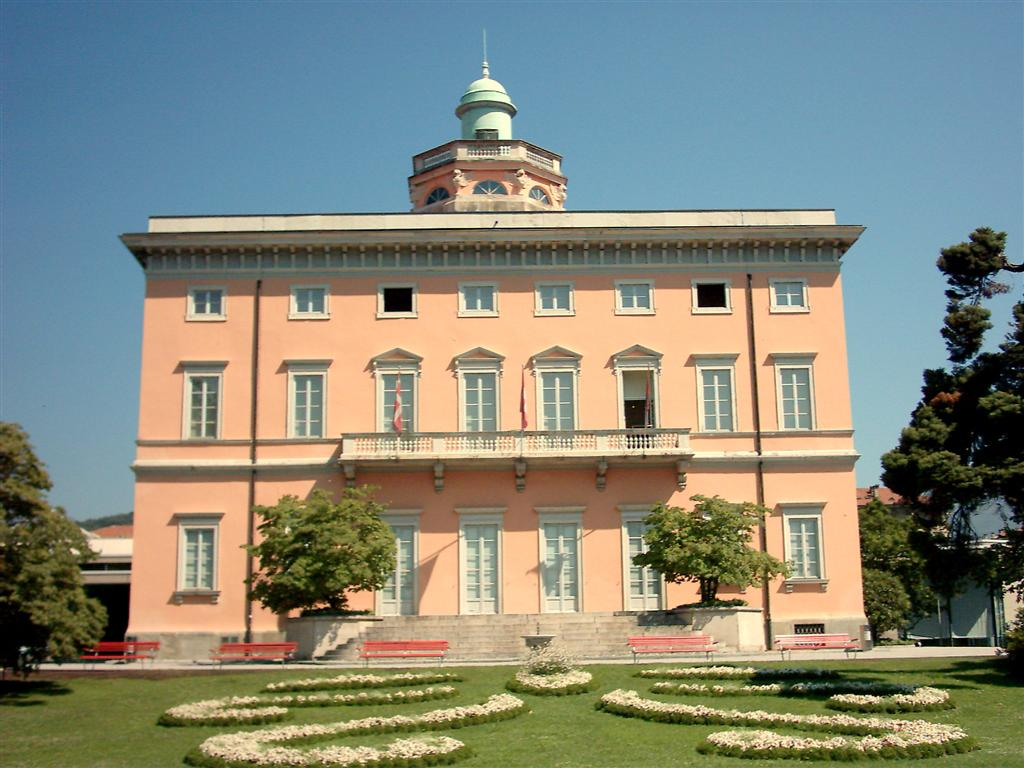
Villa Ciani
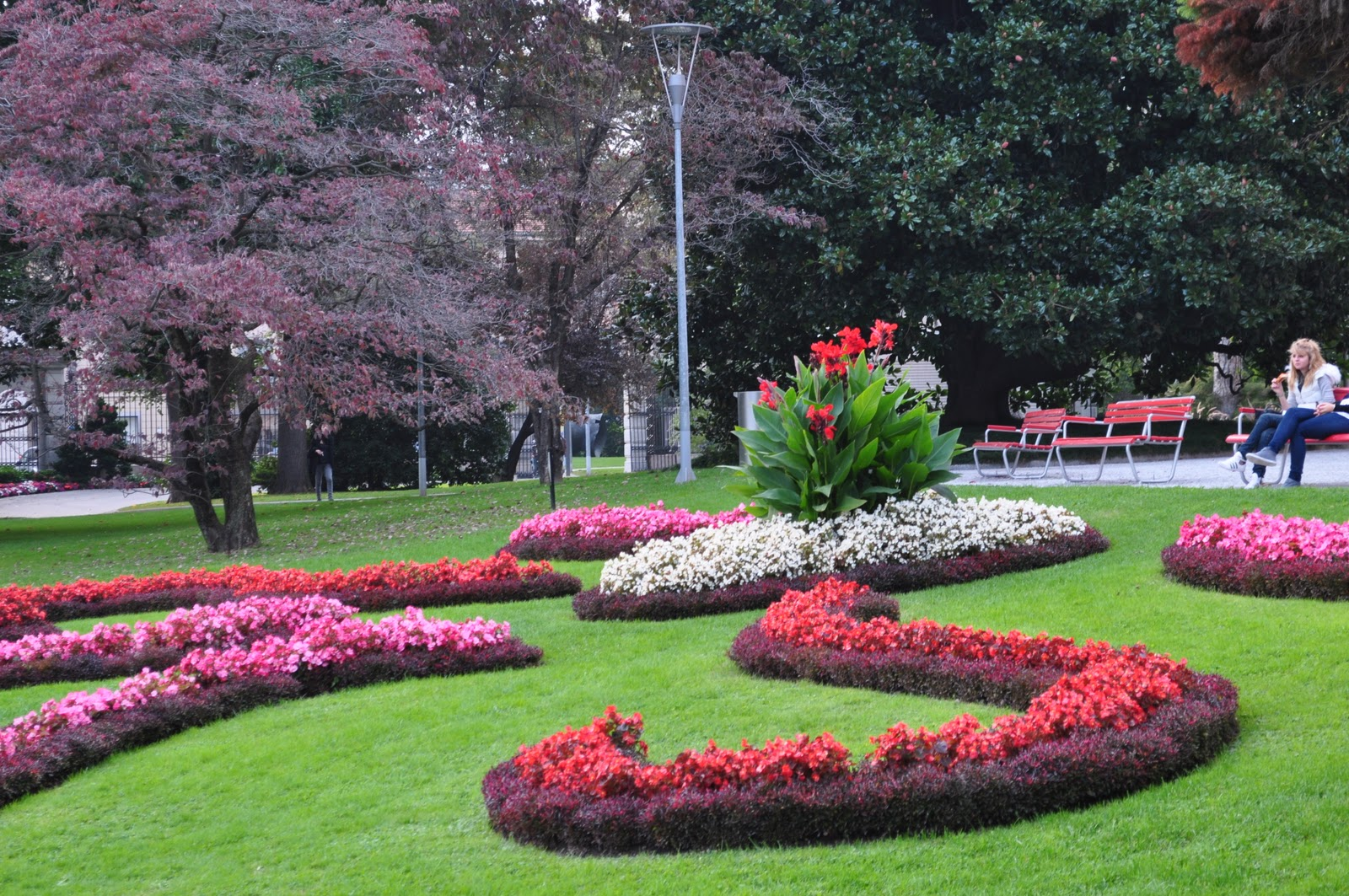
Giardini
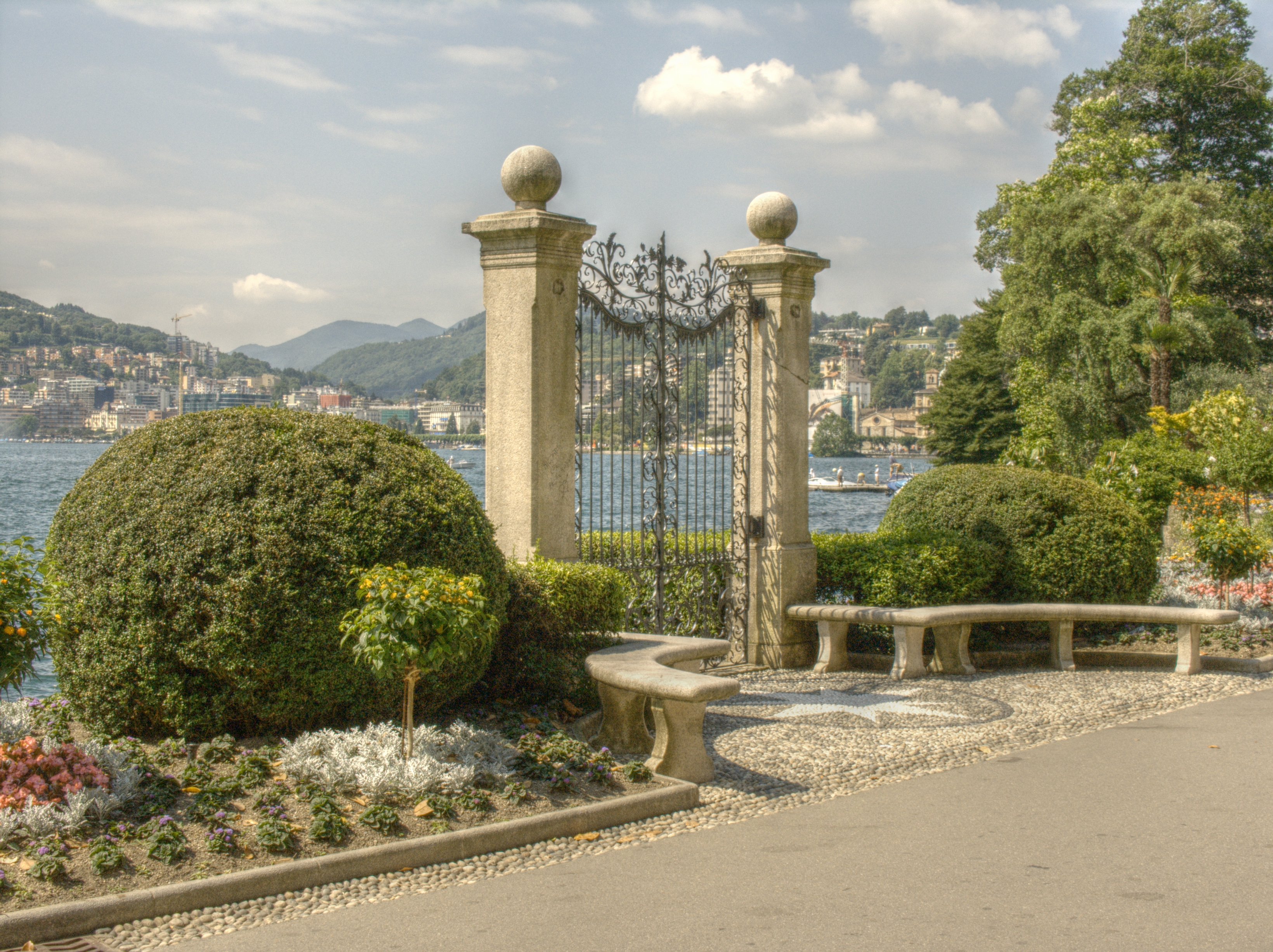
Cancellata di accesso al lago
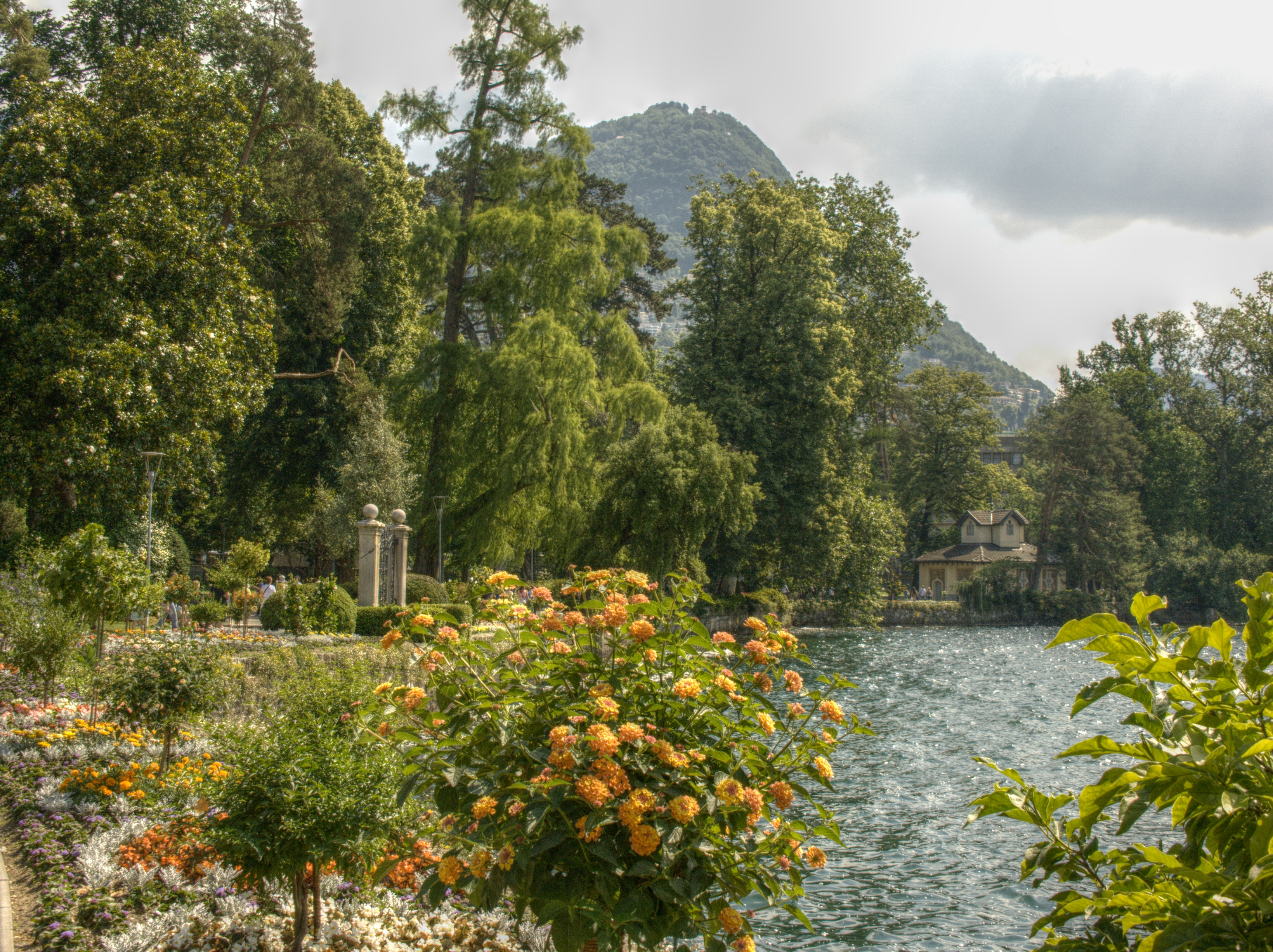
Una vista del parco
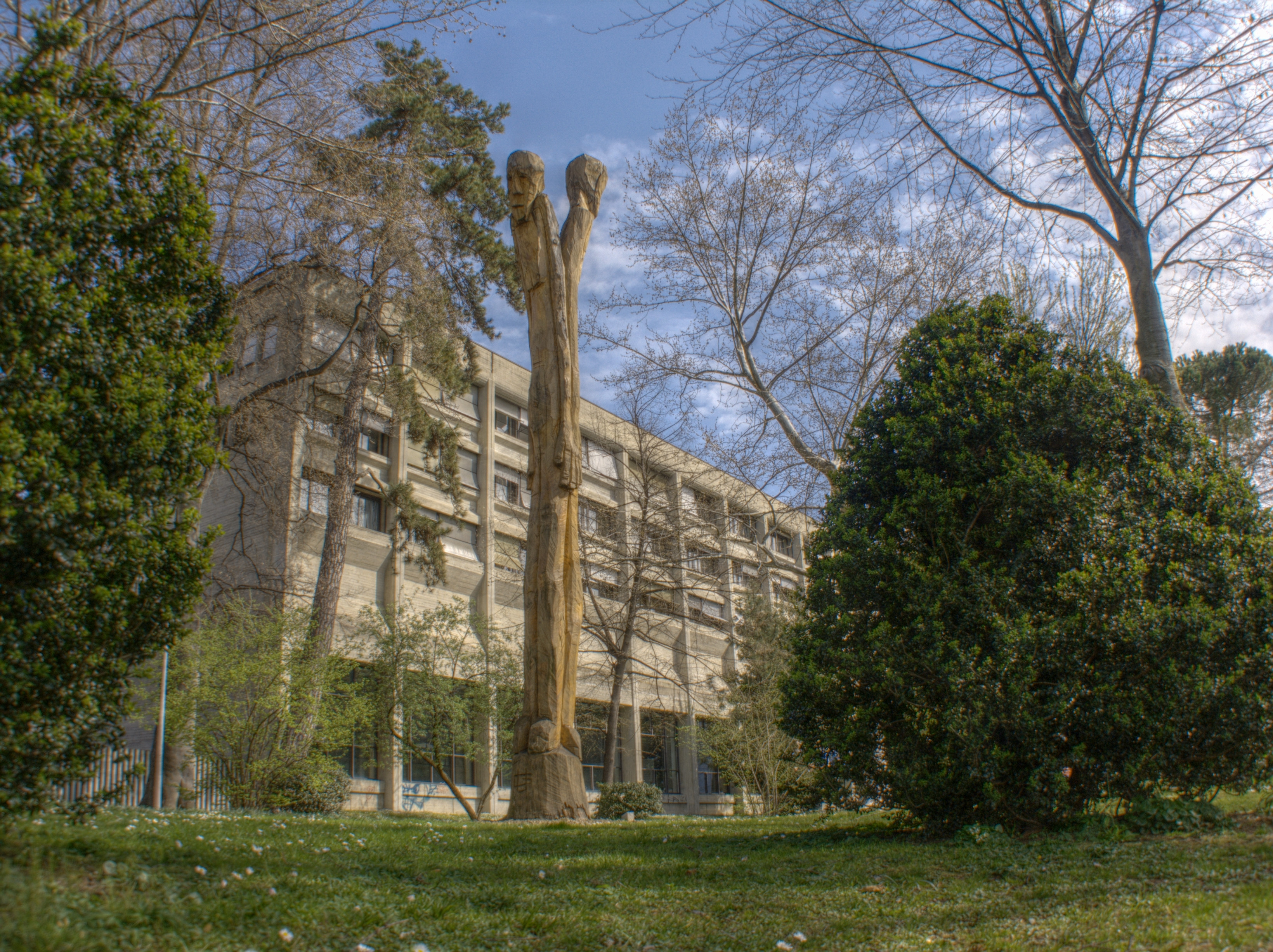
Statua lignea di Ugo Giacometti intitolata "I due guardiani" - Anno 2002

### Parco Tassino
Il Parco Tassino è posto in prossimità della stazione ferroviaria in posizione panoramica, infatti si può godere della vista sul lago di Lugano. Nel punto più alto vi è la Torre Enderlin, dipinta di rosa. Grazie alla posizione, vi crescono piante come magnolie e rose a cespuglio e vi è anche una colonia di daini e mufloni. Infatti il parco era in passato una piccola riserva di caccia della famiglia Enderlin. Passato poi ad alberghi come il Métropole e il Majestic, diventò proprietà delle Ferrovie Federali Svizzere, che poi lo vendettero alla Città di Lugano nel 1970.

### Galleria d'immagini

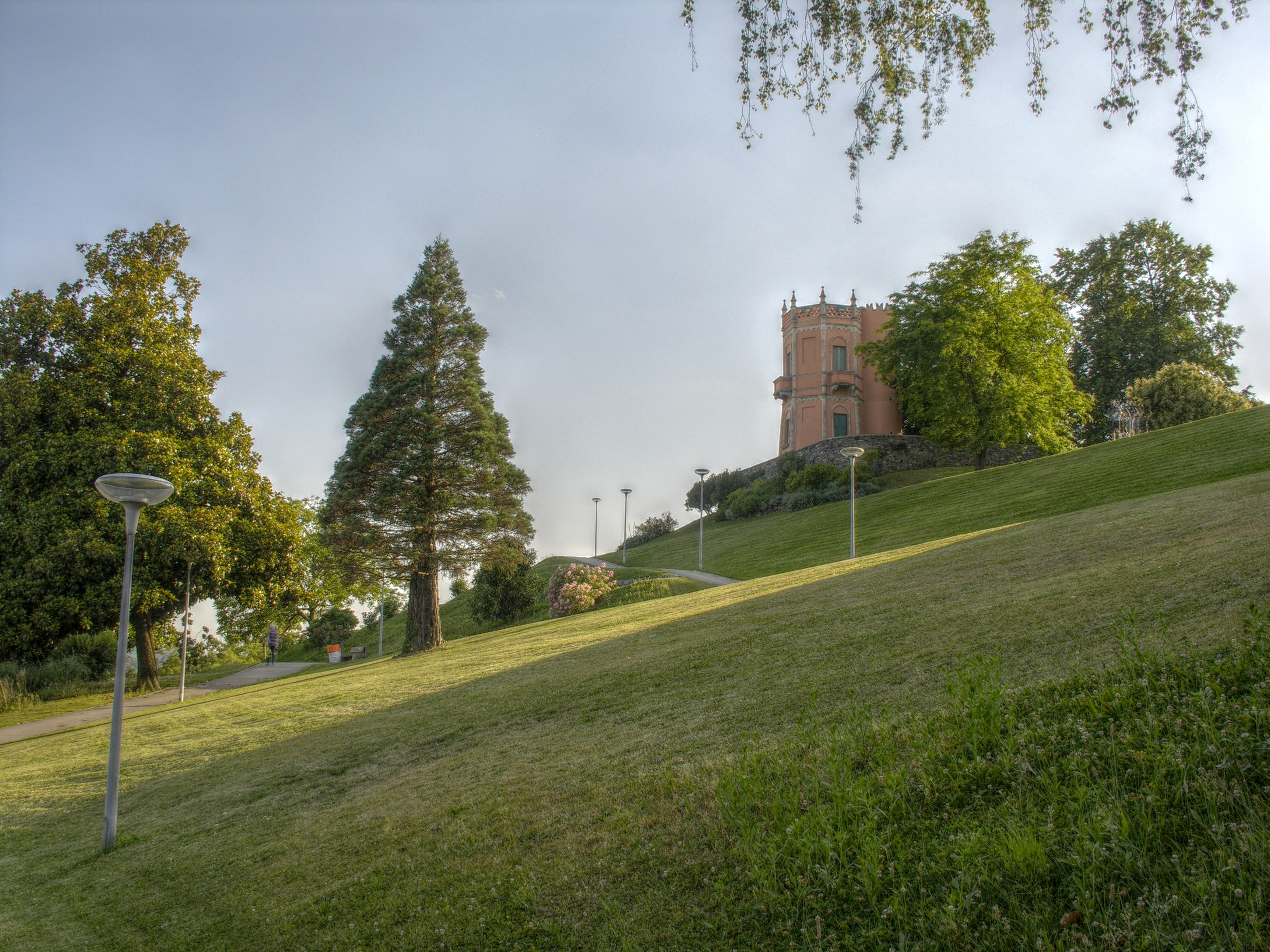
Vista del parco con la torre Enderlin
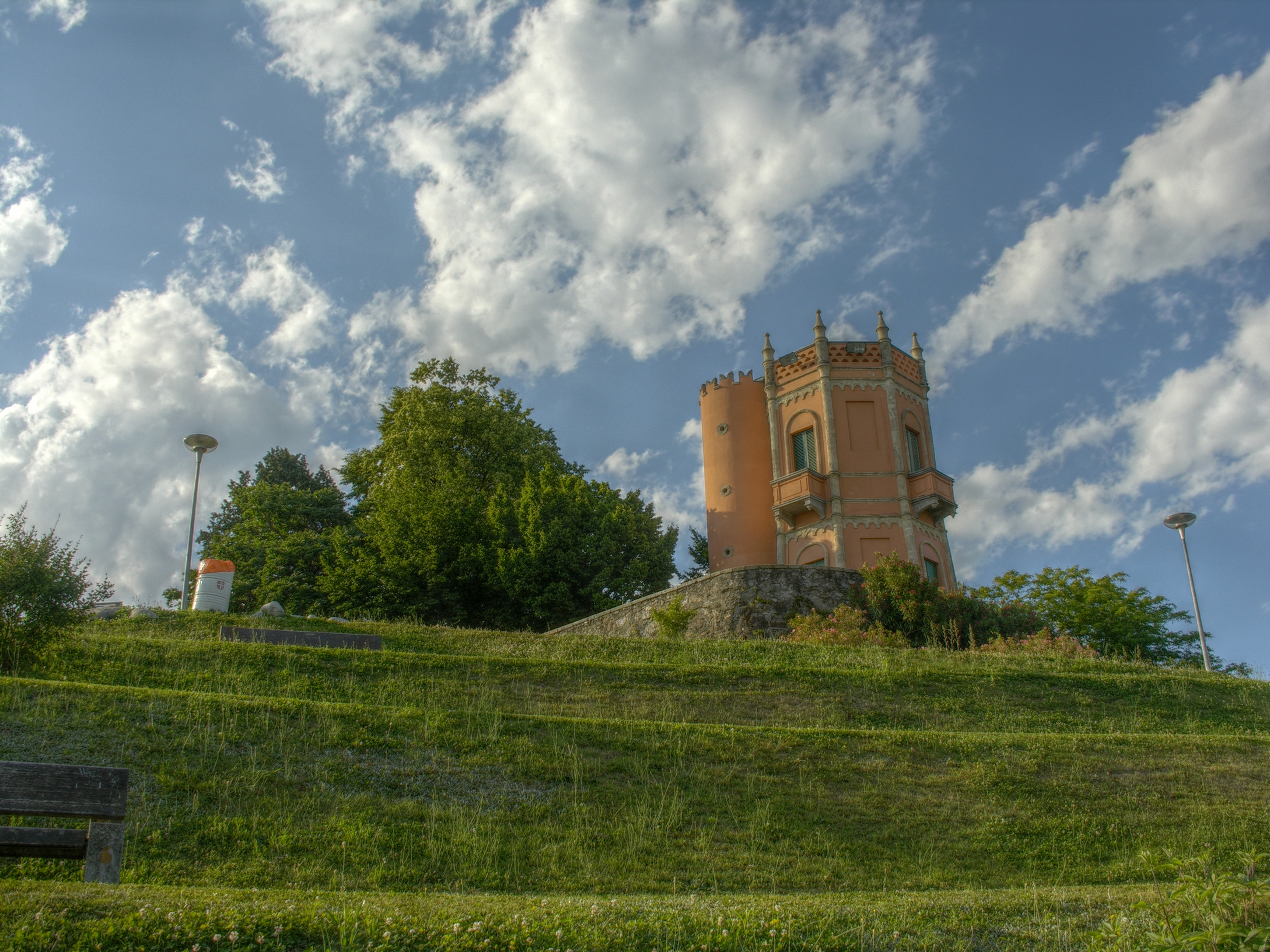
La torre Enderlin e le immediate vicinanze
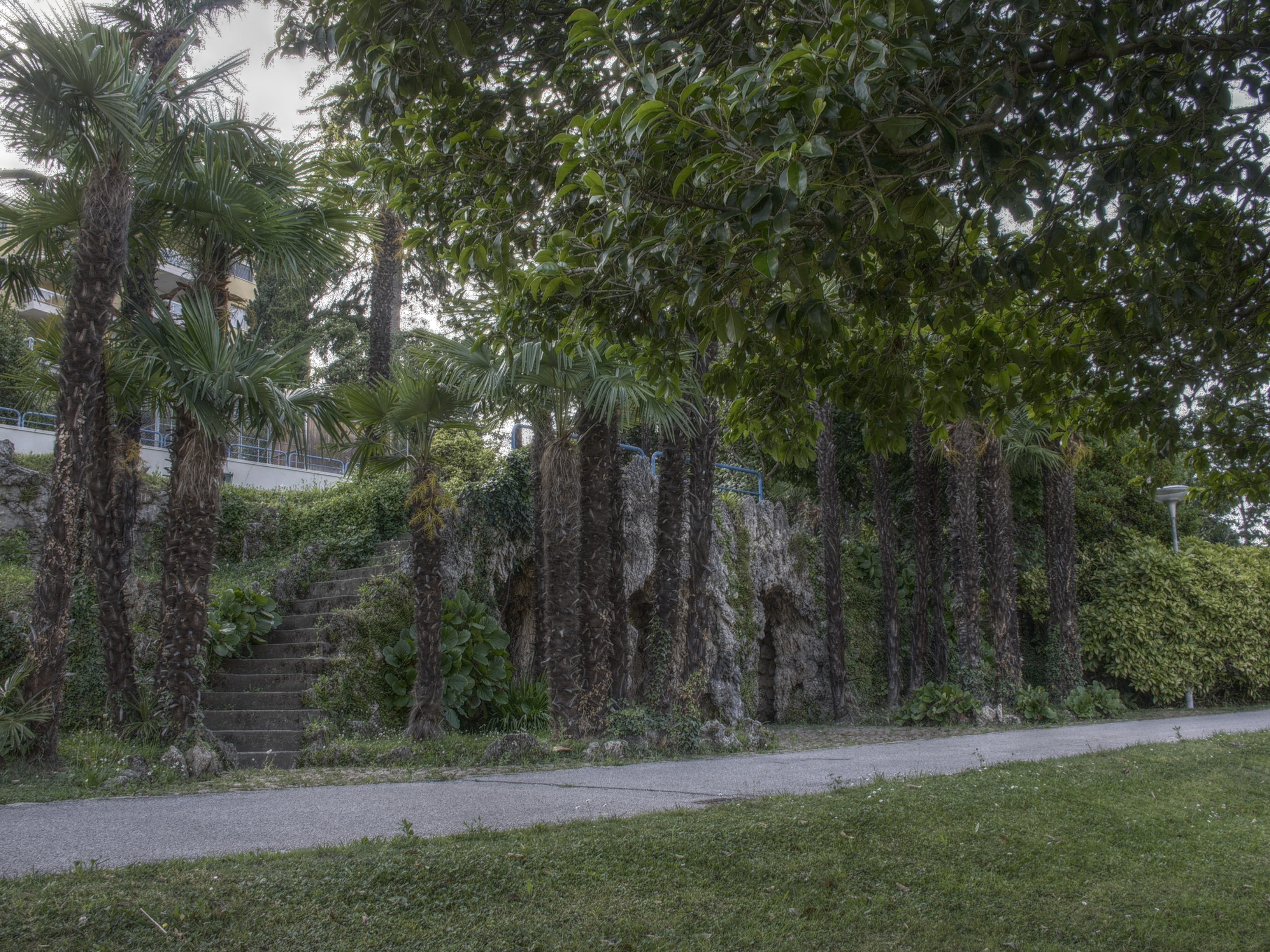
Un angolo caratteristico del parco

### Parco San Michele
46°00′19.97″N 8°58′19.39″E. Situato nel quartiere di Castagnola, si adagia sui pendii del Monte Brè come una terrazza panoramica in posizione privilegiata e può essere raggiunto partendo da Cassarate. I suoi romantici sentieri, coperti di fronde di palme e fiancheggiati da cipressi, da fontane e da sculture di pietra grigia, conducono nel cuore di una flora tipicamente meridionale, ricca di glicini, di ibischi e oleandri che costituiscono il parco vero e proprio, ampio 12000 m², nel quale sorge la Cappella dedicata a San Michele, edificata sulle fondamenta di un antico castello. Dietro la cappella si estende la terrazza principale panoramica del parco dalla quale si gode una vista notevole; vi si trovano anche quattro colonne che rappresentano, sotto forma di figure sedute, modellate in sabbia rossa, quattro dei nostri sensi: l'udito, la vista, il tatto e il gusto. E proprio come in questa rappresentazione delle statue, il visitatore, attraverso la varietà e la bellezza della natura, ha la percezione concreta dei propri sensi. La città sottostante e il suo traffico paiono cosa insignificante a confronto degli orizzonti e dei frastagliati crinali che lo sguardo può abbracciare.
Da qui il golfo di Lugano, con i suoi porticcioli, il Lido e l'arcuato lungolago si offrono alla vista nella loro interezza: lo scenario è chiuso dal Monte San Salvatore che da questa angolazione rivela tutta la sua imponenza. In lontananza emergono le cime delle catene alpine in una fantasmagorìa di forme e di colori che al tramonto si fanno incandescenti.
Sulla sinistra l'occhio può spaziare fino alla Pianura Padana dopo aver accarezzato le località di Melide, Campione d'Italia, Bissone, gli approdi sulla riva opposta e i fianchi del Monte San Giorgio e della Sighignola. La sensazione che se ne trae è suggestiva: si è di fronte a un angolo di terra privilegiata ammirabile da una delle più fortunate terrazze panoramiche che è preludio alle montagne più soleggiate d'Europa. Nel 1963 il parco fu acquistato dall'ex Comune di Castagnola che non era ancora unito alla Città di Lugano; l'aggregazione risale al 1972.

## Economia

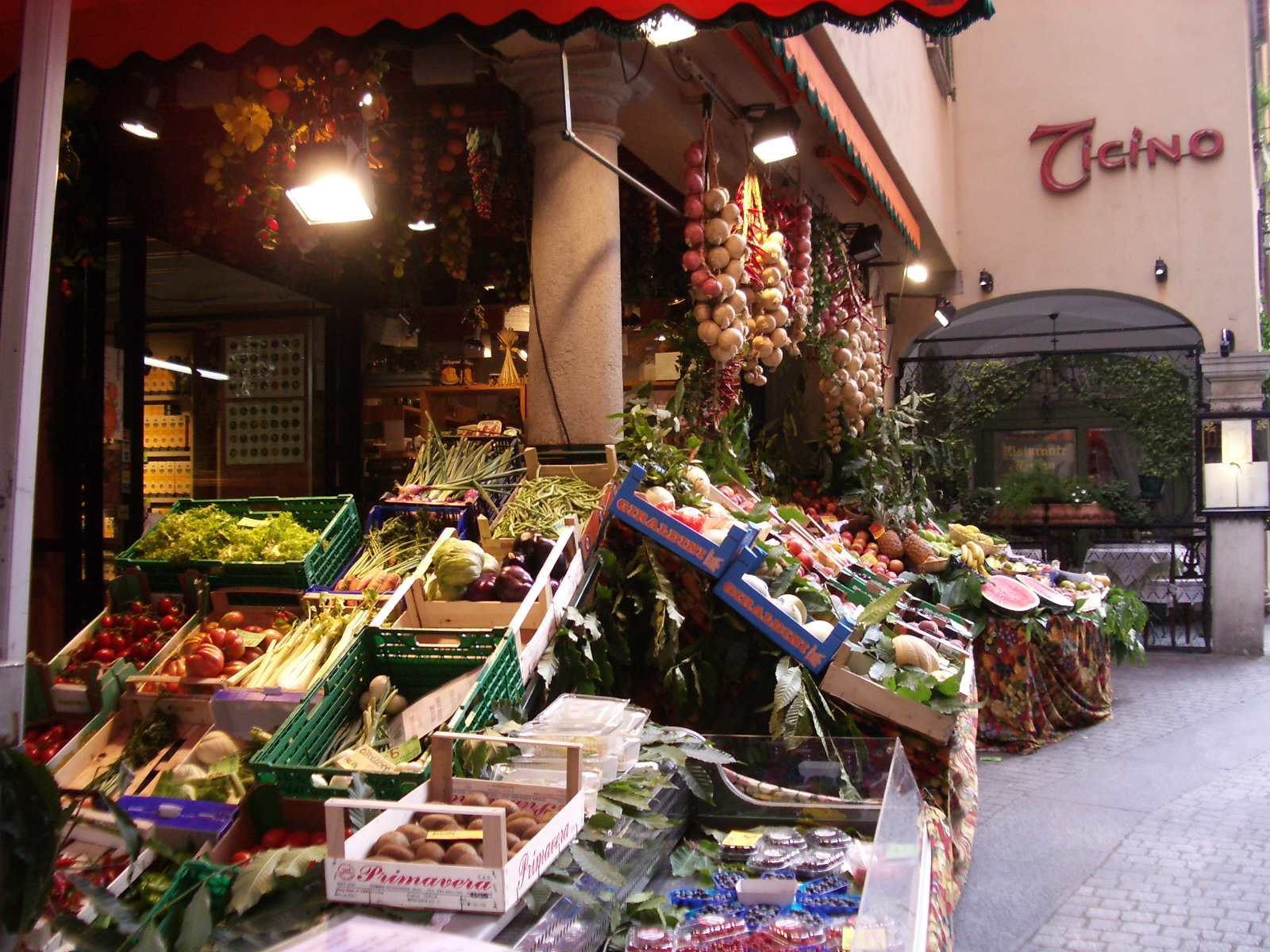
Un negozio di alimentari vicino a piazza Cioccaro

Lugano, oltre che sul turismo, basa le sue risorse sulle numerose banche e sul settore finanziario in generale che non cessa di accrescersi. La capitale finanziaria luganese ospita anche altre industrie quali, ad esempio, le fabbriche di macchinari, i resti di quella che era una florida industria di lavorazione del tabacco, la fabbricazione di cioccolato. Merita di essere segnalata anche la produzione di carta. Lugano è inoltre azionista di maggioranza del casinò cittadino, sala da grandi giochi con ristorante.

## Società

### Evoluzione demografica
| Anno | Totale Lugano | Barbengo | Breganzona | Carabbia | Cureggia | Davesco-Soragno | Gandria | Lugano Centro | Pambio Noranco | Pazzallo | Pregassona | Viganello | Villa Luganese |
| ---- | ------------- | -------- | ---------- | -------- | -------- | --------------- | ------- | ------------- | -------------- | -------- | ---------- | --------- | -------------- |
| 1591 |               |          | 35         | 110      |          |                 | 330     |               |                | 110      |            |           |                |
| 1643 |               |          |            |          |          |                 | 205     | 3 278         |                |          |            |           |                |
| 1670 |               | 245      |            |          |          |                 |         | 3 402         |                |          | 464        | 464       |                |
| 1696 |               |          |            | 143      |          |                 | 182     |               |                |          |            |           |                |
| 1769 |               |          |            |          |          |                 | 155     | 4 351         |                |          |            |           |                |
| 1783 |               |          |            |          |          |                 |         |               |                |          |            | 238       |                |
| 1801 |               |          |            | 227      | 62       | 194             | 147     |               |                |          |            | 244       |                |
| 1850 |               | 552      | 399        | 143      | 53       | 299             | 235     | 5 939         | 170            | 131      | 464        | 319       | 264            |
| 1860 |               | 490      | 443        | 131      | 44       | 299             | 239     | 6 231         | 153            | 129      | 488        | 287       | 222            |
| 1870 |               | 484      | 482        | 126      | 47       | 303             | 247     | 6 916         | 141            | 141      | 478        | 328       | 225            |
| 1880 |               | 510      | 459        | 113      | 39       | 322             | 241     | 7 070         | 215            | 147      | 519        | 352       | 216            |
| 1888 |               | 558      | 483        | 118      | 35       | 334             | 257     | 8 185         | 220            | 174      | 543        | 411       | 211            |
| 1900 |               | 481      | 521        | 138      | 47       | 356             | 235     | 10 847        | 298            | 154      | 652        | 634       | 229            |
| 1910 |               | 496      | 696        | 159      | 54       | 424             | 266     | 14 988        | 433            | 248      | 808        | 1 477     | 194            |
| 1920 |               | 444      | 658        | 150      | 49       | 449             | 209     | 15 514        | 339            | 268      | 774        | 1 344     | 188            |
| 1930 |               | 448      | 708        | 146      | 43       | 456             | 197     | 17 672        | 387            | 247      | 894        | 1 708     | 207            |
| 1941 |               | 480      | 745        | 128      | 33       | 427             | 209     | 19 778        | 381            | 227      | 1 070      | 1 911     | 219            |
| 1950 |               | 503      | 883        | 122      | 24       | 456             | 227     | 21 448        | 438            | 297      | 1 204      | 2 163     | 233            |
| 1960 |               | 492      | 1 455      | 110      | 33       | 545             | 256     | 23 937        | 423            | 310      | 1 650      | 3 150     | 209            |
| 1970 |               | 611      | 2 759      | 188      | 53       | 677             | 297     | 27 121        | 402            | 546      | 3 633      | 4 841     | 203            |
| 1980 |               | 632      | 3 444      | 307      | 78       | 707             | 221     | 27 815        | 314            | 848      | 5 297      | 5 515     | 244            |
| 1990 |               | 1 018    | 4 654      | 404      | 103      | 1 013           | 179     | 25 334        | 610            | 897      | 5 982      | 5 587     | 332            |
| 2000 | 50 857        | 1 559    | 4 782      | 512      | 112      | 1 288           | 207     | 26 560        | 570            | 1 162    | 7 354      | 6 284     | 467            |

### Popolazione residente
Popolazione residente permanente dal 1991 al 2000

Popolazione residente permanente dal 2001 al 2009

### I molinari
Si trattava di un'esperienza di autogestione su modello italiano conclusasi nel 2021, prende il nome dall'occupazione abusiva degli ex Molini Bernasconi nel 1996 a Viganello.  Gli occupanti si sono poi impossessati degli spazi all'interno dell'ex macello comunale di Lugano (lungo il fiume Cassarate). Questo tipo di movimenti sono presenti anche a Zurigo sotto il nome di besetzer. L'occupazione abusiva e relativa tolleranza da parte delle autorità ha occupato il dibattito politico cittadino creando non poche tensioni per circa venti anni. La questione ha ripreso corpo durante il 2021 quando è stata emessa dal comune un'istanza di sgombero. La questione raggiunge l'apice durante il mese di maggio 2021 quando, durante una manifestazione cittadina, i molinari violano e occupano il sedime della fondazione Vanoni. In risposta a queste azioni il Municipio di Lugano procede allo sgombero, come preannunciato negli scorsi mesi e in quella che RSI definisce 'La notte di Lugano' abbattendo parte degli stabili pubblici.

## Istruzione e cultura

### Istruzione

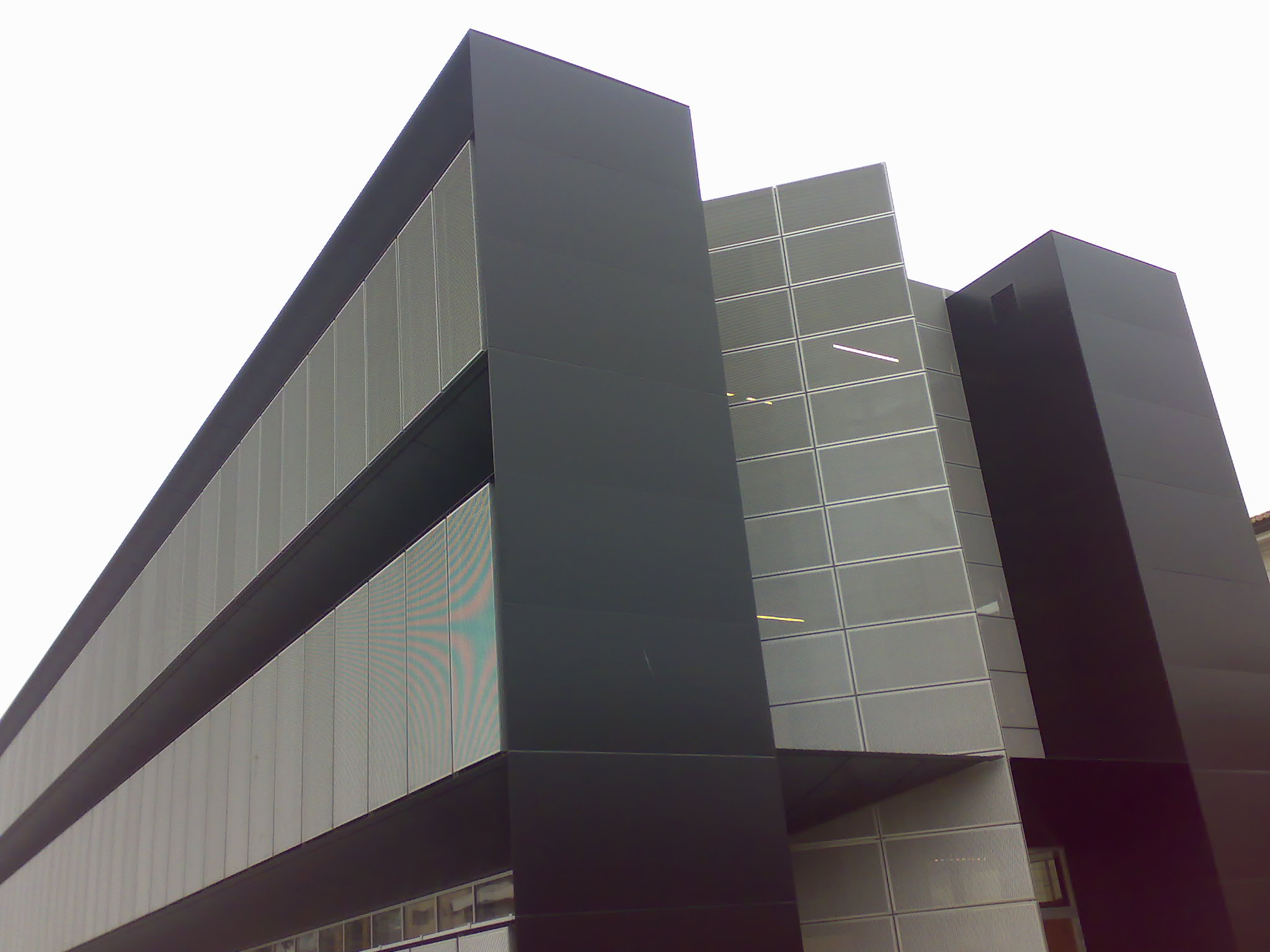
Università della Svizzera italiana: facoltà di informatica

A Lugano ha sede l'Università della Svizzera italiana con le facoltà di Scienze della comunicazione, Scienze economiche, Scienze informatiche e, dal 2021, Teologia. Queste facoltà si trovano nello stesso campus. Lugano (zona Trevano) è anche la sede principale della SUPSI (Scuola Universitaria Professionale della Svizzera Italiana) che propone il modello formativo delle University of Applied Sciences e rappresenta l'unica università di questo tipo in lingua italiana al mondo. Nel quartiere di Lugano-Viganello c'è inoltre, attivo dal febbraio 2021, un nuovo campus universitario "Campus Est", destinato ad accogliere il Dipartimento tecnologie innovative (DTI) della SUPSI, la Facoltà di informatica dell'USI, l’Istituto Dalle Molle di studi sull’intelligenza artificiale (IDSIA) affiliato a entrambe le istituzioni, e la nuova Facoltà di scienze biomediche dell’USI, oltre ad altre strutture complementari e comuni.
I nuovi edifici sono costruiti in prossimità del campus universitario USI, in una vasta area centrale della Città, posta sulla sponda sinistra del fiume Cassarate.
Nel quartiere di Cornaredo ha pure sede (dal 2012, in precedenza la struttura era ubicata a Manno) il CSCS, Centro Svizzero di Calcolo Scientifico, un'organizzazione nazionale con il compito di mettere a disposizione della comunità accademica – come pure della ricerca e del settore industriale – soluzioni tecnologiche avanzate nell'ambito del calcolo ad alte prestazioni. Il Centro è amministrativamente affiliato al Politecnico federale di Zurigo ed è dotato, sin dalla sua fondazione, avvenuta nel 1992, di computer fra i più potenti d'Europa.

### Cultura e spettacolo
Nonostante la folta presenza a Lugano di diversi artisti e magnati, la città non sempre ha seguito una politica culturale brillante. Infatti ha perso diversi pezzi artistici importanti come la Collezione Thyssen-Bornemisza che è stata trasferita a Madrid al Museo Reina Sofia, di fronte al Museo del Prado, costruito appositamente, e destino simile hanno rischiato in passato altre collezioni.
Negli ultimi periodi si sta cercando di recuperare il patrimonio artistico come la stessa Villa Favorita, che in passato conteneva la collezione Thyssen.

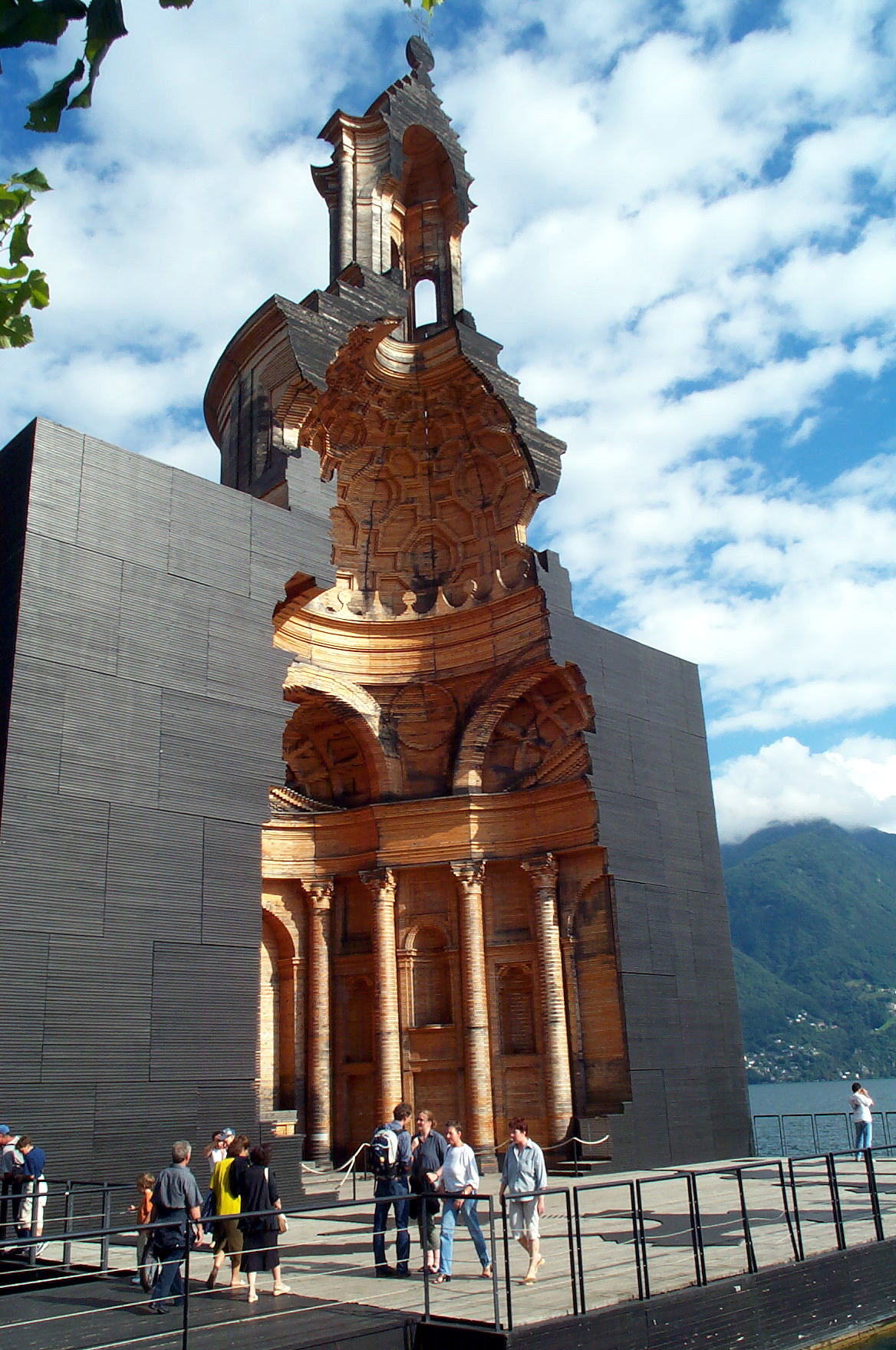
Spaccato del modello ligneo della chiesetta di San Carlino alle Quattro Fontane (Roma) del Borromini realizzato da Mario Botta (poi smontato)

In occasione dell'anniversario borrominiano l'architetto Mario Botta ha fatto erigere davanti alla Rivetta Tell lo spaccato del modellino della chiesetta di San Carlino alle Quattro Fontane a Roma.
Per alcuni anni, nel quartiere di Viganello, presso la sede in disuso dei Molini Bernasconi, aveva trovato sede un centro sociale (detto "Il Molino"), che ha proposto attività sociali e culturali nel quartiere. La presenza del centro è stata osteggiata da una parte della popolazione per questioni legate all'ordine pubblico. Contro la presenza del centro è stata fondata l'associazione ARDOS. Nel giugno del 1997 un incendio doloso brucia la struttura e sulle sue ceneri nel 2006 verrà edificato il nuovo centro commerciale Coop. Il centro sociale si è trasferito nelle strutture dell'ex macello comunale.
Per il cinquantesimo dell'ASSI (Associazione degli scrittori della Svizzera italiana) nel 1995 fu indetto il concorso letterario denominato Premio Internazionale Due Laghi.
In occasione del centenario della pubblicazione di Piccolo mondo antico nel 1995 venne indetto il Concorso Antonio Fogazzaro in collaborazione col comune di Valsolda.
Ogni autunno Lugano propone la tradizionale festa d'autunno – festa della vendemmia (prima settimana di ottobre).
Una visita artistico/culturale di sicuro interesse è quella del quartiere di Brè-Aldesago. Il nucleo del paese, sparso di opere d'arte, offre angoli suggestivi creati dalle sue caratteristiche costruzioni in sasso. Per l'amante dell'arte, le vie del paese, in acciottolato, offrono un percorso artistico sia per la presenza di "nomi" di rilevanza nazionale sia internazionale, sia per l'accostamento arte/ambiente. Soffermarsi in questi luoghi dona senz'altro un'energia magica e benefica per il corpo e la mente.

### Musei
- LAC - Lugano Arte Cultura
- MASILugano
- Museo cantonale di storia naturale di Lugano
- Museo delle culture
- Museo delle dogane svizzero

### Musica

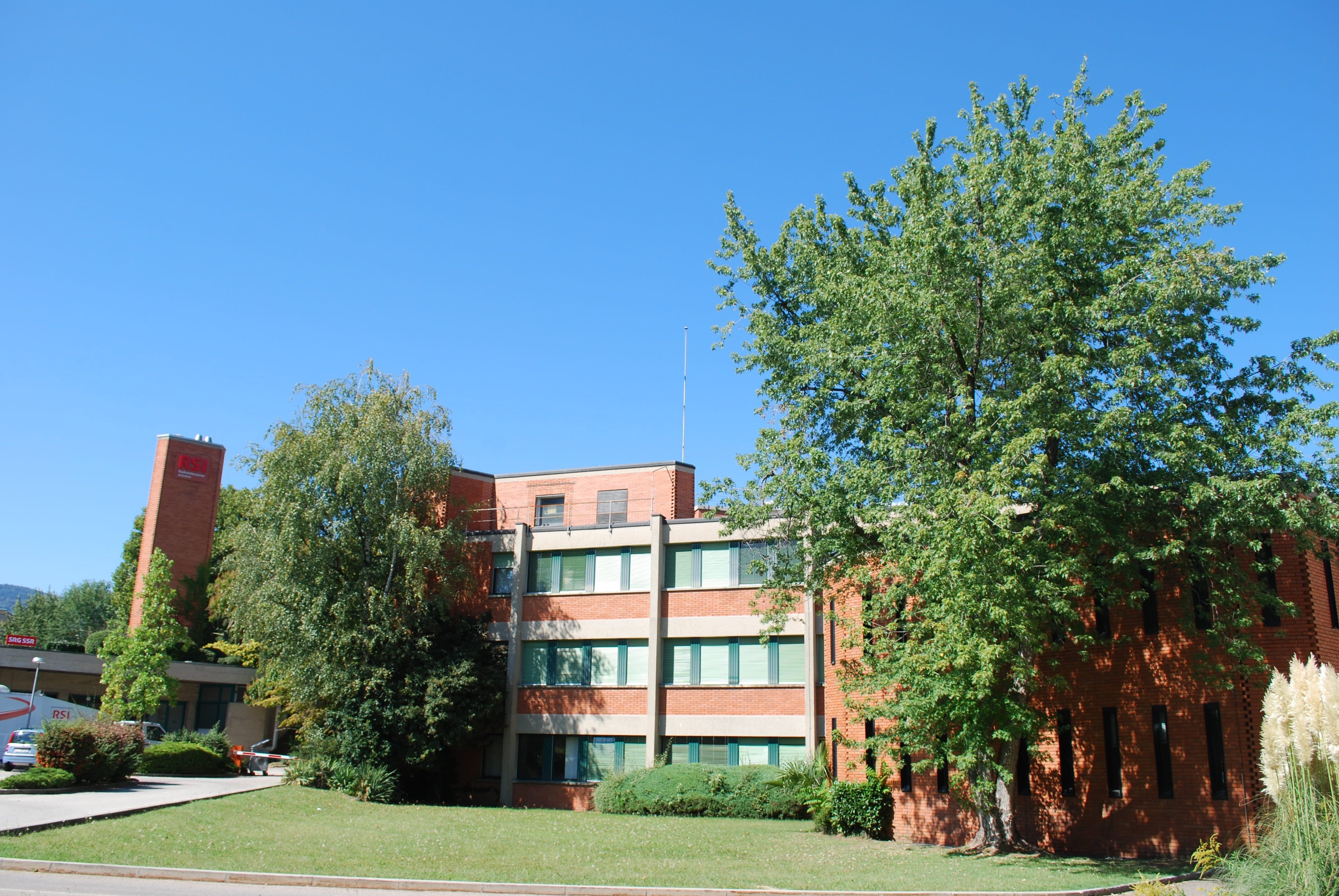
Gli studi radiofonici della RSI

Lugano è sede della Fonoteca nazionale svizzera, l'archivio sonoro nazionale e parte della Biblioteca nazionale svizzera, e del Conservatorio della Svizzera italiana.
Vi sono diverse manifestazioni musicali. Uno dei maggiori eventi estivi è il LongLake Festival, della durata di un mese, che si compone di sette diversi festival, tra cui il noto Estival Jazz (prime settimane di luglio). Vi sono poi anche il "Blues To Bop" (tra agosto e settembre), il "Progetto Martha Argerich", la "Primavera Concertistica" o "Palco ai giovani". L'Auditorio Stelio Molo (della RSI) offre durante l'anno una lunga serie di concerti (soprattutto jazz, musica classica e musica da camera ma non solo). Numerosi sono i gruppi ticinesi che spaziano in diversi generi musicali. Si può dire che la scena musicale non manca certo di componenti anche se molti musicisti, ormai da anni, rivendicano maggiori spazi in cui potersi esibire.
Famosa anche la cultura Hip hop tra i giovani. Luoghi ed eventi ad esempio il Club Metrò di Molino Nuovo e il Palco Ai Giovani in centro hanno interessato molte persone nella città. Cantanti conosciuti di Lugano sono: Maxi B; Karma Krew; Ele A; Free Word; Havana Clab; Lowa Man; Ciemme; Mattak.
Inoltre, sempre restando nell'ambito musicale, vi sono anche i Dreamshade, gruppo Melodic Death Metal formato sempre a Lugano nel 2006.
A Lugano ebbe luogo, nel 1956, la prima edizione dell'Eurovision Song Contest.

### Arte e teatro
LAC Lugano Arte e Cultura è il nuovo centro culturale della Città di Lugano inaugurato nel 2015 e dedicato alle arti visive, alla musica e alle arti sceniche. Il centro offre un ricco programma che spazia dalle mostre agli eventi, dalle stagioni musicali alle rassegne di teatro e danza e alle attività per famiglie e bambini.
Nel LAC ha sede il Museo d’Arte della Svizzera italiana nato dall’unione tra il Museo Cantonale d’Arte e il Museo d’Arte della città di Lugano. Inoltre, al primo piano è presente una sala concertistica e teatrale da 1 000 posti, costruita interamente in legno e dotata di una speciale conchiglia acustica modulare e rimovibile, aperta al pubblico durante le stagioni di LuganoInScena e di LuganoMusica. Questa è anche la sede della Compagnia Finzi Pasca e dell’Orchestra della Svizzera italiana (OSI).

### Lingue

Distribuzione delle varietà principali della lingua lombarda

La lingua più diffusa nella città di Lugano è l'italiano, lingua ufficiale del Canton Ticino. Come nel resto del cantone, la seconda lingua è il lombardo, parlato in diglossia con l'italiano; il dialetto locale è di tipo occidentale e appartiene - così come gli altri dialetti parlati nel Sottoceneri - alla varietà comasca.
Secondo i dati del 2015 dell'Ufficio federale di statistica, le principali lingue parlate dalla popolazione residente a Lugano sono l'italiano (87%), il tedesco o svizzero tedesco (8,8%), l'inglese (5,4%) e il francese (5,3%). La somma supera il 100% poiché è stata data la possibilità di esprimere più lingue come principali.

## Sport
Lugano è storicamente una città sportiva le cui formazioni hanno sempre primeggiato a livello nazionale. In diverse occasioni, come nel 2014, la città ha vantato ben quattro titoli nazionali (pallavolo, pallacanestro, pallanuoto, hockey femminile):

### Squadre cittadine

#### Hockey
L'Hockey Club Lugano (HCL), si è laureato campione svizzero sette volte: nel 1986, 1987, 1988, 1990, 1999, 2003 e 2006. A livello europeo, l'HCL è giunto due volte terzo nella Continental Cup, una volta quarto nella European Hockey League e ha partecipato due volte alla fase finale della Coppa dei Campioni. La squadra femminile ha vinto sei titoli svizzeri, nel 2006, nel 2007, nel 2009, nel 2010, nel 2014 e nel 2015.

#### Calcio
Il Football Club Lugano è la principale società calcistica della città di Lugano e la più titolata del Canton Ticino.
Nel corso della sua storia il FC Lugano ha conquistato tre Campionati svizzeri (1938, 1941, 1949) e quattro Coppe svizzere (1931, 1968, 1993, 2022), ha inoltre partecipato a più riprese alle competizioni europee. Dal 2015 milita in Super League, massima serie del campionato svizzero.
Lo Stadio di Cornaredo, sede degl'incontri casalinghi del FC Lugano, è stato inaugurato nel 1951. Il 20 giugno 1954 ha ospitato una partita dei Mondiali di calcio (Italia-Belgio 4-1).

#### Pallanuoto
Vi ha sede la squadra della Lugano Pallanuoto, diciassette volte campione svizzero, l'ultimo titolo nel 2018. La squadra di pallanuoto è la squadra cittadina che annovera più titoli nazionali in bacheca e la seconda società svizzera per titoli nazionali vinti in questo sport. La squadra milita, al momento, in NWL, la massima lega svizzera e gioca le partite casalinghe nella suggestiva cornice del Lido. Annovera tra le sue file numerosi giovani ticinesi e anche alcuni giocatori con un prestigioso passato nelle competizioni internazionali.

#### Rugby
Dal 2007 esiste la squadra Rugby Lugano che partecipa al campionato della LNB.

#### Futsal
Lugano è rappresentata nel Futsal (anche chiamato Calcio a 5) da maggio 2010 dal Lugano Pro Futsal, che milita nel campionato di Lega Nazionale A Svizzera e disputa le proprie partite casalinghe presso il Palamondo di Cadempino.

#### Pallacanestro
A Lugano ha sede la squadra del Lugano Tigers, campione svizzero per otto volte. Nel 2010-11 ha partecipato alla fase a gruppi di Eurochallenge.

#### Pallavolo
Vi hanno sede la squadra della Pallavolo Lugano che milita nella prima lega maschile (terza divisione nazionale), vincitrice di due titoli nazionali (2013, 2014), e la squadra del Volley Lugano che milita in LNA, la massima serie femminile, dal 2015.

#### Football australiano
A Lugano ha sede l'Aussie Rules Lugano prima squadra di football australiano fondata in Svizzera. Partecipa ai campionati organizzati dall'All Italia.

#### Hockey su prato
La squadra di hockey su prato è stata due volte campione svizzero di lega nazionale B e campione in coppa svizzera nel 1981.

#### Unihockey
La squadra dell'Unihockey Club Lugano è la prima squadra nata in Ticino e milita nel campionato di terza lega. Ha conquistato un campionato ticinese, sei secondi posti e un terzo posto, una coppa Ticino, un titolo regionale di prima lega, uno di seconda lega, un titolo regionale juniori C, due titoli regionale juniori D, una stagione in Lega Nazionale B, una semifinale di coppa svizzera.

#### Arti marziali
La palestra Fight Gym di Canobbio offre varie discipline quali pugilato, savate, kickboxing, grappling, jujutsu, MMA. I suoi membri possono vantare numerosi titoli in campo nazionale e internazionale.

### Eventi sportivi

#### Tennis
A Lugano si è disputato dal 1999 al 2010 un importante torneo ATP Challenger Series a livello mondiale. Ha vinto il premio come miglior Challenger ed è stato premiato da Marat Safin.

### Eventi sportivi occasionali

#### Tiro a segno
Dall'11 al 14 settembre 1997 si è disputata la Finale di Coppa del Mondo di Tiro a segno. Tutte le discipline olimpiche erano rappresentate (pistola e carabina) alle distanze di 10, 25 e 50 m. Alla manifestazione erano qualificati diversi campioni olimpici.

#### Olimpiadi
Il 30 gennaio 2006 la fiaccola olimpica, sulla strada dei Giochi olimpici invernali di Torino è transitata da Lugano con una manifestazione seguita da un grande pubblico. Tedofori famosi hanno portato la fiaccola: una tra i tanti Michela Figini, vincitrice della medaglia d'oro nella discesa libera alle Olimpiadi invernali di Sarajevo del 1984.

#### Ciclismo
Nel 1953 con la vittoria di Fausto Coppi e nell'ottobre del 1996 con la vittoria di Johan Museeuw (e col secondo posto di Mauro Gianetti) a Lugano si sono svolti i Campionati del mondo di ciclismo su strada.
Il 6 giugno 1998 la 21ª tappa del Giro d'Italia 1998, una cronometro individuale, si è conclusa a Lugano con la vittoria dell'ucraino Serhij Hončar.
Nel 2003 Lugano ha ospitato il Campionato del mondo di mountain bike, sulla pendici del Monte Tamaro. Dopo il Gran Premio Insubria vinto dal toscano Francesco Ginanni il 28 febbraio, il 1º marzo 2009 si è tenuto il Gran Premio di Lugano per professionisti – vinto da Remy Pauriol – quale prologo al Campionato mondiale di ciclismo su strada 2009 che si è tenuto sul circuito di Mendrisio.

## Salute

### Medicina
L'Ospedale regionale di Lugano si suddivide in due sedi, ubicate in zone diverse della città: l'Ospedale Civico e l'Ospedale italiano. Il nosocomio ha il compito di assicurare al distretto di Lugano l'assistenza ospedaliera di base e una serie di servizi specialistici di dimensione regionale e cantonale.
A Lugano ha inoltre sede l'Istituto Cardiocentro Ticino, uno dei più importanti centri specializzati a livello svizzero e internazionale. Gestito da una fondazione privata, ma integrato nel servizio sanitario cantonale, il Cardiocentro Ticino è una struttura all'avanguardia nelle specializzazioni di cardiologia, cardiochirurgia e cardioanestesia. È un ospedale acuto, cioè garantisce cure di primissimo intervento, ma dispone anche di un servizio di Day Hospital. La Fondazione non ha scopo di lucro ed è stata espressamente concepita per fini di pubblica utilità, in particolare a favore dei pazienti ticinesi. L'interno ospita numerose opere scultoree e pittoriche dell'artista Ivo Soldini di Mendrisio.

## Infrastrutture e trasporti

### Strade e autostrade
L'autostrada A2 percorre il territorio comunale di Lugano solo per alcuni brevi tratti. La città è servita da due uscite: Lugano Nord, situata fra i comuni di Cadempino, Manno e Vezia, e Lugano Sud.
La Galleria Vedeggio-Cassarate è una semiautostrada che attraversa i vicini comuni di Vezia, Porza e Canobbio e che consente di collegare l'uscita di Lugano Nord ai quartieri settentrionali della città.
La strada principale 2 costeggia il Ceresio presso Capo San Martino e poi rientra in città a sud da Paradiso e a nord da Massagno. Nei pressi della stazione ferroviaria incrocia la strada cantonale 399 che collega Agno al valico di confine con l'Italia di Gandria.

### Ferrovie

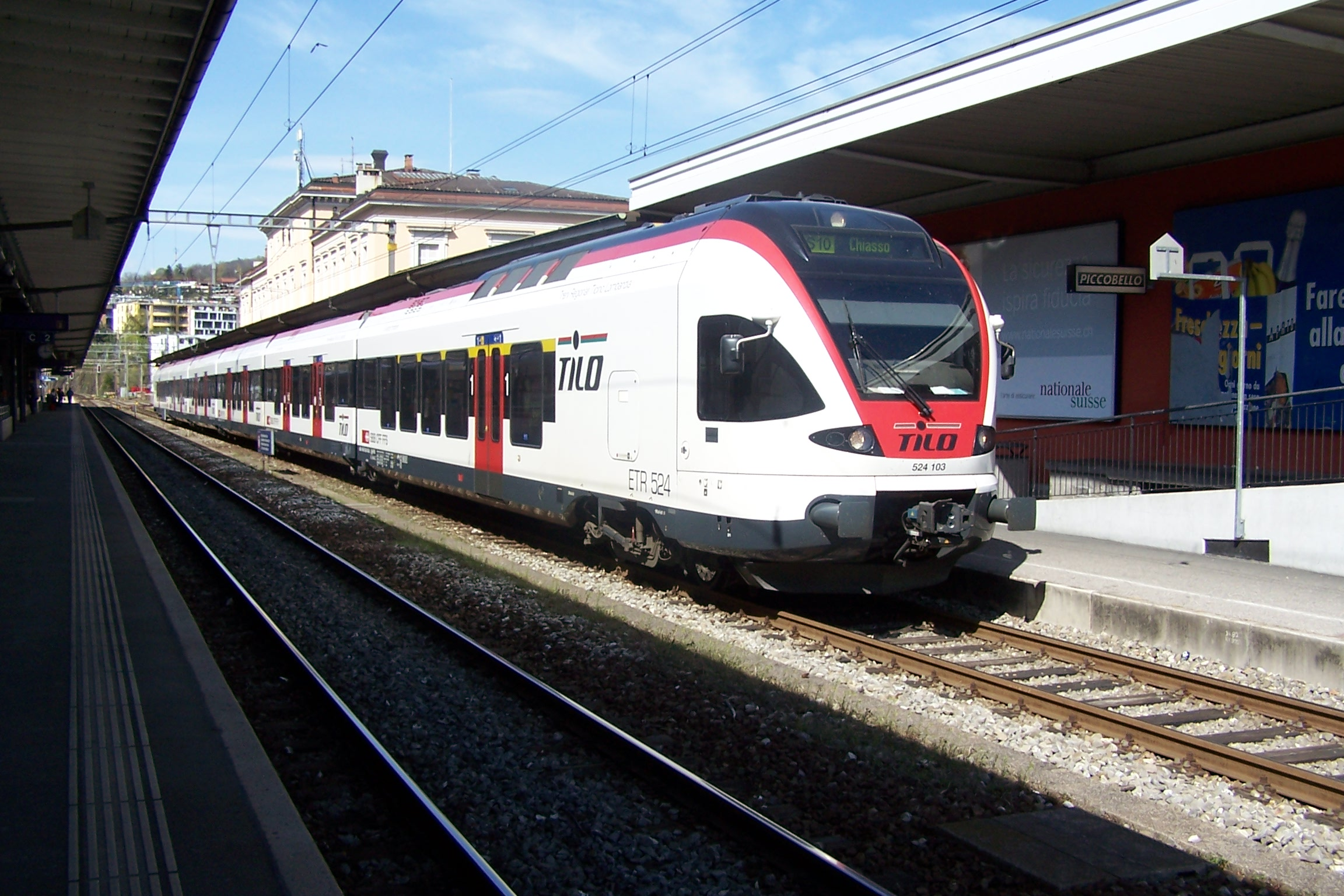
Un Flirt della TILO a Lugano.

Lugano è attraversata dalla ferrovia del Gottardo e la stazione a servizio della città è situata a ovest rispetto alla Cattedrale. È servita dalle linee a lunga percorrenza delle Ferrovie Federali Svizzere (FFS) e della Schweizerische Südostbahn (SOB) e dalle seguenti linee della rete celere del Canton Ticino, gestite da TILO:
- S10 (Biasca-Como San Giovanni)
- S50 (Biasca-Malpensa TS)
- S90 (Giubiasco-Mendrisio)

Nei pressi della stazione sorge l'impianto capolinea della ferrovia per Ponte Tresa, a scartamento ridotto e gestita dalla Ferrovie Luganesi (FLP). Il servizio ferroviario è sempre svolto dalla FLP, collegando entrambi i capolinea: è identificata come S60 all'interno della rete celere ticinese.
Dal 1909 al 1967, nei pressi delle due stazioni ferroviarie, era presente un terzo impianto, capolinea della linea per Tesserete, mentre dal 1911 fino al 1970, sul lungolago di piazza Alessandro Manzoni, iniziava la ferrovia per Cadro e Dino. Entrambe le linee erano a scartamento ridotto e gestite da imprese ferroviarie costituite appositamente: la Lugano-Tesserete (LT) e la Lugano-Cadro-Dino (LCD). Dopo la chiusura della ferrovia per Dino, le due società si fusero e costituirono la Autolinee Regionali Luganesi (ARL).

### Porti
Il servizio di navigazione lacuale è gestito dalla Società Navigazione del Lago di Lugano (SNL) sulla linea Lugano-Campione d'Italia-Porto Ceresio. Oltre al centro di Lugano, la linea serve anche le località di Caprino e di Gandria.

### Aeroporti

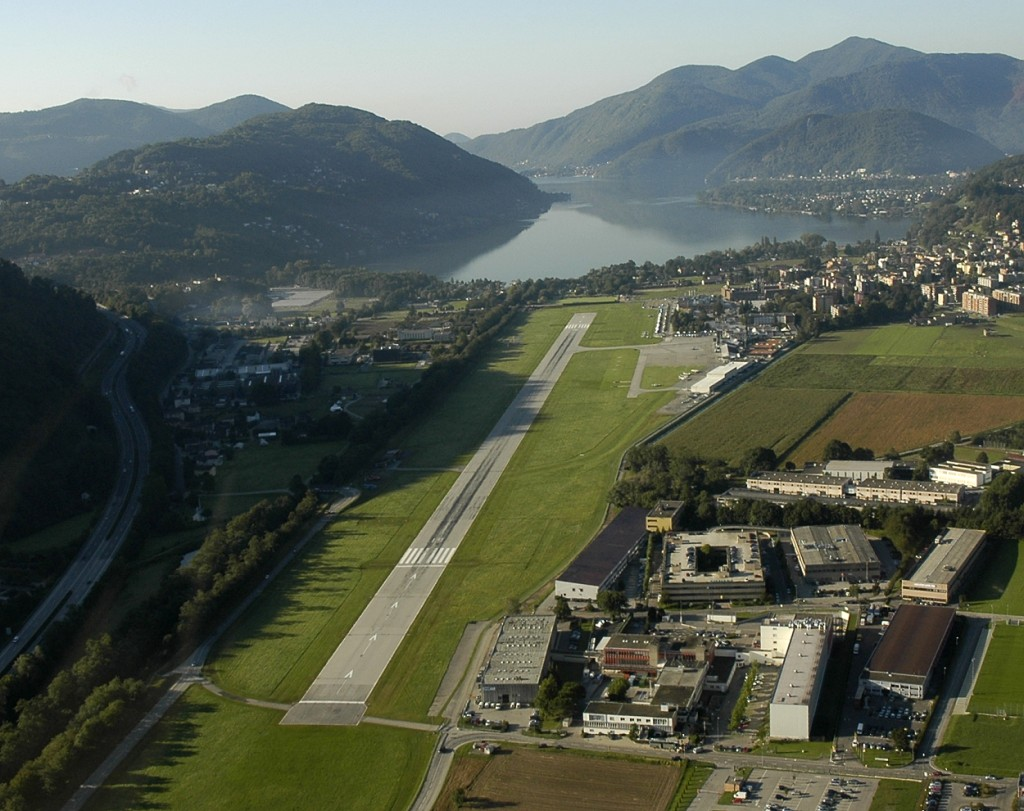
Aeroporto di Lugano-Agno

L'aeroporto di Lugano-Agno si trova nei territori dei vicini comuni di Agno e di Bioggio, a ovest di Lugano. È servito sia da voli di linea a carattere regionale sia dall'aviazione generale.

### Impianti a fune
Il territorio collinare attorno a Lugano ha favorito la costruzione di quattro funicolari:
- funicolare Lugano-Stazione FFS, collegante la stazione ferroviaria al centro città;
- funicolare Cassarate-Monte Brè, collegante il quartiere di Cassarate con la vetta del Monte Brè;
- funicolare degli Angioli, l'unica non in funzione, che collegava la chiesa di santa Maria degli Angioli ad alcuni alberghi situati sulla strada principale 2;
- funicolare Monte San Salvatore che collega il vicino comune di Paradiso alla sommità del Monte Salvatore, in territorio luganese.

### Mobilità urbana

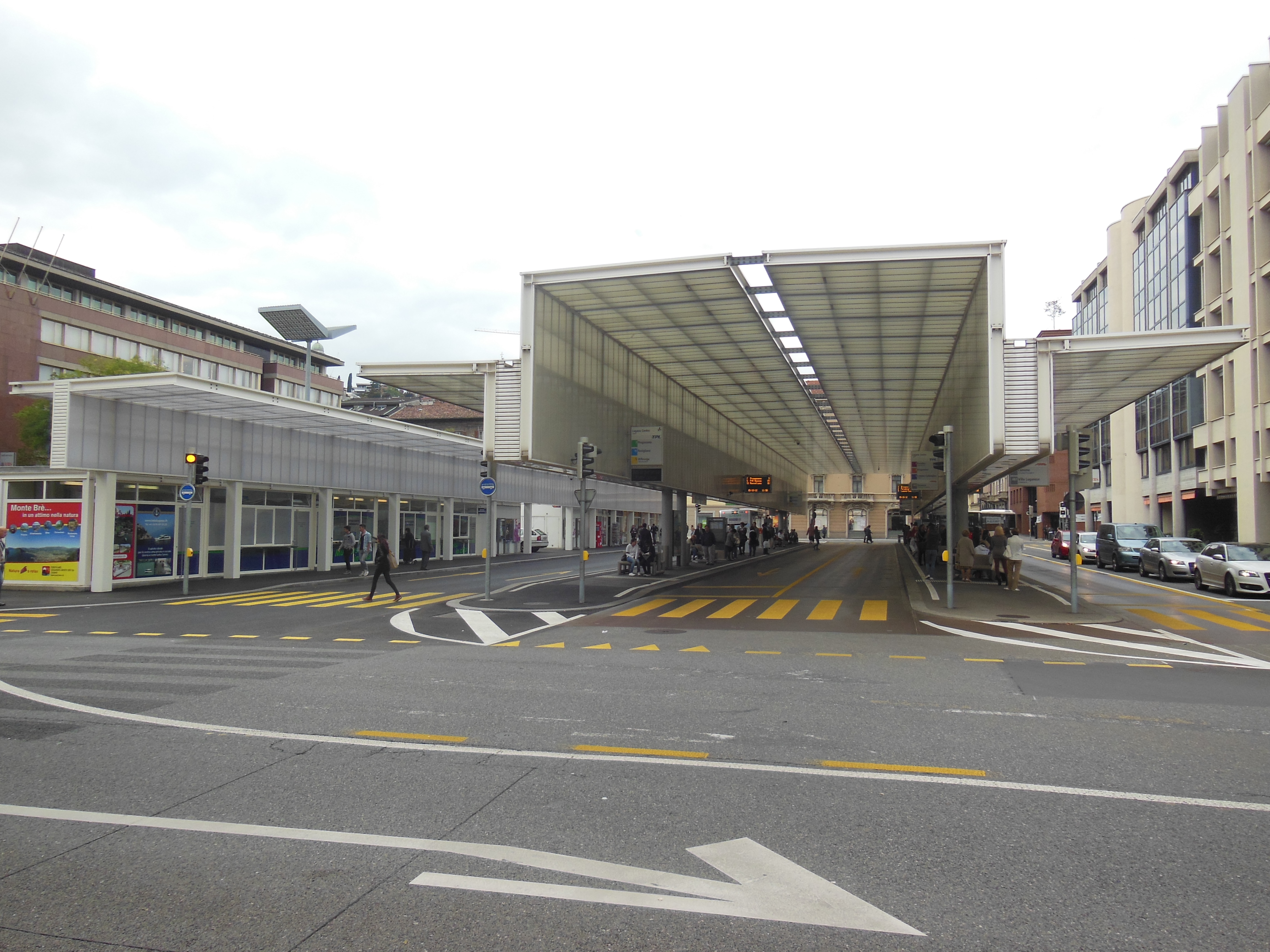
Autostazione di Lugano Centro

La rete di trasporto pubblico locale è composta da quindici autolinee urbane gestite da Trasporti Pubblici Luganesi (TPL), ai quali si aggiunge un'altra autolinea urbana gestita da ARL.
L'autostazione di Lugano Centro, situata in corso Pestalozzi e progettata dallo studio professionale di Mario Botta, è il cuore della rete di trasporto pubblico extraurbano di Lugano. La rete è composta da linee autopostali e da altre extraurbane regionali – gestite sia da ARL sia da SNL – che costituiscono la sezione luganese della comunità tariffale Ticino e Moesano (Arcobaleno). Lugano e i comuni dell'hinterland appartengono alle zone tariffarie 10 e 11.
Dal 1895 fino al 1959, la città ebbe una sua rete tranviaria. Fu inizialmente costruita e gestita dalla Tranvie Elettriche Luganesi, ma nel 1918 subentrò la municipalizzata Tranvie comunali di Lugano. Alla massima espansione era composta da quattro, linee gestite dalla municipalizzata, e da una quinta linea che percorreva il tratto urbano della ferrovia Lugano-Cadro-Dino fino alla stazione di Lugano La Santa. Quest'ultima era gestita dalla LCD su richiesta dell'amministrazione municipale e rimase in funzione, come tranvia urbana, fino al 1964.
A partire dal 1954, la rete fu progressivamente convertita in filoviaria che alla massima espansione fu composta da sei linee. Nel 2001, la TPL decise di sopprimerla, sostituendo le ultime filovie in esercizio con autolinee.